# TSV 1860 München
Der Turn- und Sportverein München von 1860 e. V., kurz TSV 1860 München oder 1860 München, oft auch als Münchner Löwen, 1860, Sechzig oder Sechzger bezeichnet, ist ein Sportverein aus der bayerischen Landeshauptstadt München. Der im Stadtteil Giesing beheimatete Verein wurde am 15. Juli 1848 erstmals gegründet. Nach einem Verbot wegen „republikanischer Umtriebe“ gründete er sich am 17. Mai 1860 erneut. Die Gründung der Fußballabteilung erfolgte am 25. April 1899. Die Farben des Vereins sind Grün-Gold, bekannter ist jedoch das Weiß-Blau der Fußballabteilung. Der Verein hat 27.000 Mitglieder (Stand: 12. Juni 2024) und zählt damit zu den mitgliederstärksten Sportvereinen Deutschlands.
Die Geschäfte der Profimannschaft sowie der U21 und der A-Junioren werden seit 2002 durch die aus dem Gesamtverein ausgegliederte TSV München von 1860 GmbH & Co. KGaA geführt. 60 % der Aktien gehören seit 2011 der HAM International Limited des jordanischen Geschäftsmanns Hasan Ismaik. Die restlichen Aktien hält der Verein. Die zur Geschäftsführung berechtigte und voll haftende Komplementärin ist die TSV München von 1860 Geschäftsführungs-GmbH, deren Anteile vollständig vom Verein gehalten werden.
Nationale und selbst europaweite Bekanntheit erwuchs dem bis dahin noch vor dem Erzrivalen FC Bayern stärksten Verein Münchens vor allem in den 1960er-Jahren, als die Fußballmannschaft nicht nur den DFB-Pokal 1963/64 und 1966 die deutsche Fußballmeisterschaft gewinnen konnte, sondern 1965 auch bis in das Finale des Europapokals der Pokalsieger vordrang, dort aber vor der Rekordkulisse von 100.000 Zuschauern im Londoner Wembley-Stadion West Ham United mit 0:2 unterlag. Zudem können die Fußballer auf zwei Vizemeisterschaften (1931 und 1967) und einen ersten Pokalerfolg im Kriegsjahr 1942 verweisen.
Auch wenn der TSV 1860 München in der Öffentlichkeit hauptsächlich als Fußballverein bekannt ist, gab und gibt es im Verein weitere Abteilungen, die zum Teil auf nationale und internationale Erfolge blicken können. So holten Sportler des TSV 1860 München unter anderem dreimal olympisches Gold und mehrere hundert deutsche Meistertitel.

## Kurzhistorie
- 1848: Gründung des Vereins (15. Juli)
- 1860: Wiedergründung des Vereins (17. Mai)
- 1899: Gründung der Fußballabteilung (25. April)
- 1926: Bauende des Stadions an der Grünwalder Straße (Zisch-Stadion)
- 1931: Deutscher Vizemeister
- 1942: Deutscher Pokalsieger
- 1945: Gründungsmitglied Oberliga Süd (1. Liga)
- 1948: Süddeutscher Vizemeister
- 1955 + 1957 Süddeutscher Zweitliga-Meister und Aufstieg in die Oberliga Süd (1. Liga)
- 1963: Süddeutscher Meister und Gründungsmitglied der Fußball-Bundesliga
- 1964: Deutscher Pokalsieger
- 1965: Finalist im Europapokal der Pokalsieger
- 1966: Deutscher Meister und Teilnahme am Europapokal der Landesmeister
- 1967: Deutscher Vizemeister
- 1970: Abstieg in die Regionalliga (damalige 2. Liga)
- 1972: Umzug in das neu errichtete Olympiastadion
- 1973: Zuschauerrekord 90.000 Zuschauer im Olympiastadion 1860 – FC Augsburg[4]
- 1974: Gründungsmitglied der 2. Fußball-Bundesliga
- 1976: Rückkehr in das Stadion an der Grünwalder Straße
- 1977–1978: Vizemeister 2. Bundesliga Süd und Aufstieg in die Bundesliga, am Saisonende direkter Wiederabstieg
- 1979: Süddeutscher Meister und erneuter Aufstieg in die Bundesliga
- 1982: Lizenzentzug mit Zwangsabstieg in die Amateuroberliga (3. Liga)
- 1992–1994: Durchmarsch von der 3. bis in die 1. Liga
- 1996: Deutscher Hallenmeister, Qualifikation für den UEFA-Pokal
- 2000: Teilnahme an der Qualifikation zur Champions League
- 2001: Mitgründer der Allianz-Arena
- 2002: Ausgliederung von Teilen der Fußballsparte in eine GmbH & Co. KGaA
- 2004: Präsident Wildmoser tritt nach seiner Untersuchungshaft zurück, Nachfolger wird Karl Auer
- 2004: Abstieg in die 2. Bundesliga und erneute Rückkehr in das Grünwalder Stadion
- 2005: Umzug in die neu errichtete Allianz-Arena
- 2006: Zuschauerrekord in der 2. Bundesliga mit 41.932 Zuschauern im Durchschnitt pro Spiel
- 2011: Verkauf von 60 % der GmbH-Anteile (davon 49 % stimmberechtigt) an den Investor Hasan Ismaik
- 2015: Relegationsspiele um den Verbleib in der 2. Bundesliga erfolgreich gestaltet
- 2017: Sportlicher Abstieg aus der 2. Bundesliga, Lizenzverweigerung für die 3. Liga und damit Abstieg in die Regionalliga Bayern (4. Liga), erneute Rückkehr in das Grünwalder Stadion
- 2018: Meisterschaft in der Regionalliga Bayern und Aufstieg in die 3. Liga
- 2020: Bayerischer Toto-Pokalsieger

## Geschichte
Dieser Abschnitt stellt hauptsächlich die Geschichte des Hauptvereins und der Fußballabteilung dar, historische Daten und Ereignisse anderer Abteilungen sind in den jeweiligen Abschnitten der Abteilungen zu finden. Ein Überblick über alle Platzierungen der ersten Fußballmannschaft ist unter Saisonbilanzen des TSV 1860 München zu finden.

### 1848 bis 1933: Anfänge des Vereins
Erstmals gegründet wurde der Verein als Münchner Turnverein am 15. Juli 1848 im Saal der „Buttleschen Brauerei zum Bayerischen Löwen“, um nur ein Jahr später (1849) wegen „republikanischer Umtriebe“ gleich wieder verboten zu werden. Die erneute offizielle Gründung fand dann am 17. Mai 1860 statt, gefolgt von der Umbenennung in Turnverein München von 1860 im Jahre 1889. Zehn Jahre später, am 25. April 1899, wurde die Fußballabteilung der Löwen gegründet, die jedoch erst drei Jahre später, am 27. Juli 1902, erstmals ein öffentliches Spiel mit einer anderen Mannschaft ausrichtete, sie unterlag dem 1. Münchner FC 1896 mit 2:4.
1911 wurde das gepachtete Grundstück an der Grünwalder Straße zur neuen Heimspielstätte des Vereins, auf dem wiederum 1926 das nach dem damaligen Präsidenten benannte Heinrich-Zisch-Stadion für bis zu 40.000 Zuschauer fertiggestellt wurde.
1931 erreichte die Mannschaft erstmals das Finale der deutschen Meisterschaft, wo sie Hertha BSC unterlag.
| Hertha BSC – TSV 1860 München 3:2 (1:2) | |
| Austragungsort                          | Müngersdorfer Stadion Köln, 14. Juni 1931, 50.000 Zuschauer |
| Hertha BSC                              | Paul Gehlhaar – Willi Völker, Rudolf Wilhelm – Hans Appel, Ernst Müller, Alfred Stahr – Hans Ruch, Hanne Sobek, Bruno Lehmann, Willi Kirsei, Hermann Hahn              |
| TSV 1860 München                        | Alfred Riemke, Max Schäfer, Josef Wendl, Ludwig Stock, Alois Pledl, Fritz Eiberle, Ludwig Stiglbauer, Ludwig Lachner, Anton Huber, Otto Oeldenberger, Gustav Thalmeier |
| Tore                                    | 0:1 Oeldenberger (24.), 1:1 und 2:2 Hanne Sobek (44., 75.), 1:2 Ludwig Lachner (45.), 3:2 Willi Kirsei (89.)                                                           |
| Schiedsrichter                          | Fissenewerth (Mönchengladbach) |

### 1933 bis 1945: Der TSV im Nationalsozialismus
Im Vergleich zum damals als „Judenclub“ geschmähten FC Bayern zählten die Münchner Löwen „zu den wenigen großen Fußballvereinen, die schon vor 1933 eine deutliche Affinität zum erstarkenden Nationalsozialismus zeigten.“ Als einer der „nationalsozialistischen Vorzeigevereine“ (neben Werder Bremen und dem VfB Stuttgart) übernahmen bei den Löwen Nationalsozialisten wie die NSDAP- und SA-Mitglieder Fritz Ebenböck, Sebastian Gleixner und Emil Ketterer zudem fast alle hohen Ämter im Verein. So wurde schon im September 1933 in einer Hauptversammlung des Turnvereins die Umsetzung des Führerprinzips beschlossen. Kurz daraufhin löste sich der gesamte übrige Sportverein auf und schloss sich im März 1934 mit allen seinen Abteilungen dem nationalsozialistisch geprägten Turnverein unter dem Namen „Turn- und Sportverein München von 1860“ an. Unter dem neuen Vereinsleiter, dem SA-Sturmbannführer Fritz Ebenböck, wurde zudem eine neue Einheitssatzung beschlossen, welche auch die Übernahme eines Arierparagraphen mit einschloss. Das bedeutete den endgültigen Ausschluss für die wenigen noch verbliebenen jüdischen oder „nicht-arischen“ Vereinsmitglieder des TSV. Während die Fußballer des TSV zunächst noch erfolgreich die Besetzung ihrer Abteilung durch Nationalsozialisten verhindern konnten, übernahm mit dem NSDAP-Stadtratsmitglied Sebastian Gleixner „einer der rücksichtslosesten Rädelsführer der NSDAP in München“ dann auch ein hoher NS-Funktionär das Amt des Fußballabteilungsleiters.
Dabei halfen vor allem die Beziehungen zur NSDAP dem Club, sich in den 1930er Jahren vor der Insolvenz zu retten.
Bis in die 2000er-Jahre beschränkte sich die Selbstdarstellung des Vereins über diese Zeit rein auf das sportliche Geschehen, der politische Hintergrund wurde nicht angesprochen. Auch heute wird die NS-nahe Rolle des TSV 1860 während der NS-Zeit auf den offiziellen Internetseiten der Profifußballabteilung noch immer nicht erwähnt. Allerdings unterstützt der Verein heute die seit 1995 existierende Fangruppierung „Löwenfans gegen Rechts“ und auch das zeitkritische Buchprojekt „Die Löwen unterm Hakenkreuz“.
1942 konnte mit dem Gewinn des Tschammerpokals der erste Titel auf DFB-Ebene geholt werden.

### 1945 bis 1963: Nachkriegszeit und Qualifikation zur Bundesliga
Nach dem Zweiten Weltkrieg gestaltete sich das sportliche Schicksal des TSV 1860 zunächst wechselhaft. 1945 war er Gründungsmitglied der neugeschaffenen Oberliga Süd und nahm 1948 als Süd-Vizemeister an der ersten Endrunde zur deutschen Fußballmeisterschaft nach dem Krieg teil, schied allerdings bereits in der Vorrunde gegen den 1. FC Kaiserslautern aus. Dies sollte vorerst die letzte Endrunden-Teilnahme des TSV 1860 werden; erst an der letzten Endrunde vor Einführung der Bundesliga 1963 nahm er wieder teil. Nach dem Abstieg aus der Oberliga Süd 1953 verbrachte er mehrere Jahre in der damaligen 2. Liga Süd (1953–55 und 1956/57), ehe der TSV ab 1957 wieder ununterbrochen in der Oberliga Süd spielte. 1961 übernahm Max Merkel die Mannschaft und führte sie gerade zur wichtigen Einführung der Bundesliga zur Meisterschaft in der Oberliga Süd, wodurch sie sich für die neugegründete Bundesliga qualifizierte.
In der Oberliga Süd wurden insgesamt fünf Plätze für die neue Liga nach einer Zwölfjahreswertung vergeben, wobei sich die Meister der letzten Oberliga-Saison 1962/63 der fünf Oberliga-Staffeln in jedem Fall qualifizierten.
| Punkte der Zwölfjahreswertung der Kandidaten der Oberliga Süd für die Bundesliga | Punkte der Zwölfjahreswertung der Kandidaten der Oberliga Süd für die Bundesliga | Punkte der Zwölfjahreswertung der Kandidaten der Oberliga Süd für die Bundesliga |
| -------------------------------------------------------------------------------- | -------------------------------------------------------------------------------- | -------------------------------------------------------------------------------- |
| 01.                                                                              | 1. FC Nürnberg                                                                   | 447                                                                              |
| 02.                                                                              | Eintracht Frankfurt                                                              | 420                                                                              |
| 03.                                                                              | Karlsruher SC                                                                    | 419                                                                              |
| 04.                                                                              | VfB Stuttgart                                                                    | 408                                                                              |
| 05.                                                                              | Kickers Offenbach                                                                | 382                                                                              |
| 06.                                                                              | FC Bayern München                                                                | 288                                                                              |
| 07.                                                                              | TSV 1860 München                                                                 | 229                                                                              |
| 08.                                                                              | VfR Mannheim                                                                     | 227                                                                              |
| 09.                                                                              | SpVgg Fürth                                                                      | 224                                                                              |
| 10.                                                                              | 1. FC Schweinfurt 05                                                             | 185                                                                              |
| 11.                                                                              | FC Bayern Hof                                                                    | 090                                                                              |
| 12.                                                                              | TSV Schwaben Augsburg                                                            | 061                                                                              |
| 13.                                                                              | KSV Hessen Kassel                                                                | 036                                                                              |

### 1963 bis 1970: Meisterschaft und Europapokal-Finale
| Saison  | Platz | Tore  | Punkte | Zuschauerschnitt |
| ------- | ----- | ----- | ------ | ---------------- |
| 1963/64 | 07.   | 66:50 | 31:29  | 31.949           |
| 1964/65 | 04.   | 70:50 | 35:25  | 26.765           |
| 1965/66 | 01.   | 80:40 | 50:18  | 29.316           |
| 1966/67 | 02.   | 60:47 | 41:27  | 23.621           |
| 1967/68 | 12.   | 55:39 | 33:35  | 19.611           |
| 1968/69 | 10.   | 44:59 | 34:34  | 16.012           |
| 1969/70 | 17.   | 41:56 | 25:43  | 14.923           |

Im Jahr 1963 war der TSV 1860 München Mitgründer der Bundesliga. 1964 wurde der Verein zum zweiten Mal durch einen 2:0-Sieg im Finale gegen Eintracht Frankfurt DFB-Pokalsieger und kam ein Jahr später in das Finale des Europapokals der Pokalsieger. Das Finale verlor der TSV 1860 München vor 97.974 Zuschauern im Londoner Wembley-Stadion mit 0:2 gegen West Ham United. In der Spielzeit 1965/66 hatten die Löwen vom 8. bis zum 22. Spieltag die Tabellenspitze inne, wurden dann jedoch von Borussia Dortmund und zeitweilig auch vom FC Bayern München verdrängt. Erst am vorletzten Spieltag konnte der TSV durch ein 2:0 in Dortmund gegen den direkten Gegner die Tabellenführung zurückerobern. Mit einem 1:1 am letzten Spieltag gegen den Hamburger SV konnte der erste Platz verteidigt werden, und der Verein wurde zum ersten und bis heute einzigen Mal Deutscher Meister (Spieler der Meistermannschaft siehe hier). Im nächsten Jahr konnte der Club noch Vizemeister werden und erreichte im Europapokal der Landesmeister die zweite Runde, in der die Münchner Löwen gegen Real Madrid ausschieden, danach ging es allerdings kontinuierlich bergab, und es folgte 1970 der Abstieg in die Regionalliga.

### 1970 bis 1977: Zweitklassigkeit
| Saison                                                           | Platz | Tore  | Punkte | Zuschauerschnitt |
| ---------------------------------------------------------------- | ----- | ----- | ------ | ---------------- |
| 1970/71                                                          | 04.   | 59:40 | 41:31  | 09.022           |
| 1971/72                                                          | 03.   | 62:34 | 46:26  | 14.694           |
| 1972/73                                                          | 03.   | 79:50 | 42:26  | 13.823           |
| 1973/74                                                          | 03.   | 74:35 | 43:25  | 28.070           |
| 1974/75                                                          | 05.   | 64:45 | 45:31  | 22.194           |
| 1975/76                                                          | 04.   | 78:55 | 47:29  | 14.345           |
| 1976/77                                                          | 02.   | 78:29 | 56:20  | 19.645           |
| grün unterlegt: Regionalliga Süd orange unterlegt: 2. Bundesliga |       |       |        |                  |

Seit Gründung der Bundesliga war die Regionalliga bis zur Gründung der 2. Bundesliga im Jahr 1974 die zweithöchste Spielklasse in Deutschland. Der TSV 1860 München verfehlte bis 1977 immer wieder knapp den Aufstieg in die Bundesliga.
Am 15. August 1973 wurde beim Regionalligaspiel des TSV 1860 gegen den FC Augsburg ein ewiger Zuschauerrekord des Olympiastadions aufgestellt. Nach einem Führungstor der 60er in der dritten Minute stürmten noch vor dem Eingang auf Einlass wartende Fans das Stadion, wobei 136 Fans verletzt wurden, vor allem beim Überklettern der Abzäunung. Die Schätzungen der schließlich anwesenden Zuschauer reichen von allgemein 80.000 bis 90.000 Zuschauern bis zu 100.000 Zuschauern. Das Spiel gilt weltweit als das Zweitligaspiel mit der höchsten Zuschauerzahl und endete 1:1.
Nach dramatischen Aufstiegsspielen gegen Arminia Bielefeld kehrte 1860 nach siebenjähriger Abstinenz zur Saison 1977/78 in die Bundesliga zurück.

### 1977 bis 1982: Achterbahnfahrt und Lizenzentzug
| Saison                          | Platz | Tore  | Punkte | Zuschauerschnitt |
| ------------------------------- | ----- | ----- | ------ | ---------------- |
| 1977/78                         | 16.   | 41:60 | 22:46  | 28.894           |
| 1978/79                         | 01.   | 75:38 | 53:23  | 15.858           |
| 1979/80                         | 13.   | 42:53 | 30:38  | 28.967           |
| 1980/81                         | 16.   | 49:67 | 25:43  | 23.805           |
| 1981/82                         | 04.   | 87:56 | 45:31  | 11.511           |
| orange unterlegt: 2. Bundesliga |       |       |        |                  |

In der Bundesliga konnte sich der Verein jedoch nur ein Jahr halten und musste als Drittletzter direkt wieder absteigen. In der Saison 1978/79 trat 1860 in der Südstaffel der 2. Bundesliga an. Durch die Meisterschaft am Saisonende gelang der sofortige Wiederaufstieg. Nach zwei Jahren Erstklassigkeit mussten die Löwen am Ende der Saison 1980/81 abermals aus der Bundesliga absteigen. Nachdem der Wiederaufstieg in der Saison 1981/82 um nur einen Punkt verpasst worden war, entzog der DFB dem Verein im Sommer 1982 die Lizenz, da der TSV 1860 München zu große finanzielle Belastungen nach dem Wiederaufstieg in die Bundesliga eingegangen war. Ab 1980 hatte der damals junge Rudi Völler beim TSV 1860 München gespielt; er verließ den Club aber wegen des Lizenzentzugs in Richtung Werder Bremen.

### 1982 bis 1994: Die mageren Jahre bis zum Wiederaufstieg
| Saison                                                    | Platz | Tore  | Punkte | Zuschauerschnitt |
| --------------------------------------------------------- | ----- | ----- | ------ | ---------------- |
| 1982/83                                                   | 06.   | 63:49 | 41:31  | 06.844           |
| 1983/84                                                   | 01.   | 79:38 | 51:25  | 07.273           |
| 1984/85                                                   | 11.   | 54:53 | 31:37  | 03.410           |
| 1985/86                                                   | 02.   | 83:44 | 48:20  | 07.350           |
| 1986/87                                                   | 03.   | 71:41 | 50:22  | 07.310           |
| 1987/88                                                   | 03.   | 71:42 | 40:24  | 04.120           |
| 1988/89                                                   | 05.   | 80:49 | 38:26  | 06.240           |
| 1989/90                                                   | 02.   | 60:25 | 44:16  | 08.447           |
| 1990/91                                                   | 01.   | 62:21 | 54:10  | 09.750           |
| 1991/92                                                   | 10.   | 31:32 | 30:34  | 13.866           |
| 1992/93                                                   | 01.   | 69:35 | 48:16  | 06.500           |
| 1993/94                                                   | 03.   | 55:38 | 47:29  | 15.865           |
| orange unterlegt: 2. Bundesliga rot unterlegt: Bayernliga |       |       |        |                  |

Der Zwangsabstieg in die drittklassige Bayernliga bedeutete einen starken Umbruch in der Mannschaft der Löwen. Nachdem 14 Spieler den Verein verlassen hatten, wurden 20 neue verpflichtet. Dennoch reichte es deutlich nicht zum Wiederaufstieg. In der folgenden Saison wurde die Aufstiegsrunde erreicht, jedoch gewannen die Löwen dort nur ein Spiel, die anderen fünf gingen verloren. In der Saison 1984/85 drohte zeitweilig sogar der Abstieg in die Landesliga, obwohl sich vier Trainer versuchten, nämlich Bernd Patzke, Oktavian Popescu, Erich Beer und Wenzel Halama. Mit Halama wurde in der folgenden Saison 1985/86 der zweite Platz in der Bayernliga erreicht und das Team konnte – als Nachrücker für die SpVgg Landshut – erneut an der Aufstiegsrunde teilnehmen. Mit fünf Niederlagen und einem Unentschieden wurde man jedoch nur abgeschlagener Vierter. Ein paar Mal ging es dann in den folgenden Saisons noch knapp am Meistertitel und einem möglichen Aufstieg vorbei, bis er unter Trainer Karsten Wettberg 1991 endlich gelang. Allerdings stieg der Verein dann gleich wieder in die Bayernliga ab; jedoch nur für ein Jahr, denn dann begann mit Werner Lorant der Durchmarsch in die 1. Bundesliga.
Der Jubel der Fans war überwältigend, als in Meppen das letzte Spiel der Zweitligasaison 1993/94 abgepfiffen war, der TSV 1860 München mit einem 1:0-Sieg als erster Verein überhaupt den direkten Durchmarsch aus dem Amateurlager (Bayernliga) in die Bundesliga geschafft hatte und dieser nach 13-jähriger Abwesenheit wieder angehörte.

### 1994 bis 2004: Die Jahre in der Bundesliga
| Saison  | Platz | Tore  | Punkte | Zuschauerschnitt |
| ------- | ----- | ----- | ------ | ---------------- |
| 1994/95 | 14.   | 41:57 | 27:41  | 28.366           |
| 1995/96 | 08.   | 52:46 | 45     | 32.105           |
| 1996/97 | 07.   | 56:56 | 49     | 37.147           |
| 1997/98 | 13.   | 43:54 | 41     | 29.348           |
| 1998/99 | 09.   | 49:56 | 41     | 28.417           |
| 1999/00 | 04.   | 55:48 | 53     | 27.282           |
| 2000/01 | 11.   | 43:55 | 44     | 25.276           |
| 2001/02 | 09.   | 59:59 | 50     | 26.024           |
| 2002/03 | 10.   | 44:52 | 45     | 26.518           |
| 2003/04 | 17.   | 32:55 | 32     | 28.331           |

Bis 2000 konnte sich 1860 stets steigern – holte Stars wie Thomas Häßler und Martin Max – und erreichte neben einigen Teilnahmen am UI-Cup sowie dem UEFA-Pokal die Qualifikation zur Champions League durch einen 4. Platz in der Bundesliga. In der Saison 1999/2000 gelang es dem TSV 1860 außerdem erstmals, beide Derbys in einer Spielzeit gegen den FC Bayern München zu gewinnen (1:0, 2:1).
Sportlich konnte der TSV aber nicht mehr an die früheren Erfolge anknüpfen. Schließlich wurde Werner Lorant am 18. Oktober 2001 entlassen, nachdem die Mannschaft fünf Tage zuvor eine 1:5-Niederlage gegen den FC Bayern München erlitten hatte.
Die Stadionfrage eskalierte in dieser Zeit, nachdem der Verein 1995 einen Umbau des Stadions an der Grünwalder Straße nicht mehr weiterverfolgt hatte und die Spiele ab sofort komplett im von vielen Fans ungeliebten Olympiastadion stattgefunden hatten. Nach einer anfänglichen Euphoriewelle mit Vereinsrekorden in Sachen Zuschauerschnitt und guten Erfolgen in der Bundesliga ebbte das Interesse an den Löwen auch aufgrund nachlassender Leistungen allmählich ab. Unter den Fans gab es große Differenzen wegen der Spielortfrage, die zu einer regelrechten Spaltung zwischen verschiedenen Fangruppen führten. Hart diskutiert wurde zwischen diesen Gruppen auch der mögliche Umbau des Olympiastadions und die Beteiligung des TSV 1860 München am Neubau der Allianz Arena in Fröttmaning.
Nachdem 1860 unter Lorants Nachfolger Peter Pacult nicht an die Erfolge aus der Saison 1999/2000 hatte anknüpfen können, wurde dieser im März 2003 durch Falko Götz abgelöst. Dieser musste den Kader aus finanziellen Gründen umbauen und die „Altstars“ Häßler, Max und Davor Šuker durch junge Spieler ersetzen. Nach einem ordentlichen Saisonstart geriet Götz’ Mannschaft jedoch zu Beginn der Rückrunde in den Abstiegskampf. Da zudem Vereinspräsident Karl-Heinz Wildmoser und sein Sohn Karl-Heinz Wildmoser junior im März 2004 wegen Bestechungsvorwürfen im Zuge des Stadionbaus festgenommen wurden, schlitterte der Verein binnen kurzer Zeit in eine bedrohliche Krise. Kompetenzstreitigkeiten zwischen dem medial unerfahrenen Großmetzger Karl Auer, der Wildmoser als Präsident nachgefolgt war, und dem Ex-Kultusminister Hans Zehetmair als Vizepräsidenten gipfelten in der Entlassung von Trainer Götz. Zehetmair, der die Demission des Trainers ohne Rücksprache mit Präsident und Geschäftsführung als erster verkündet hatte, wurde für sein Vorpreschen scharf kritisiert und trat daraufhin zurück. Nachfolger von Götz wurde der ehemalige Spieler Gerald Vanenburg, der den Abstieg der 60er in die Zweitklassigkeit jedoch nicht mehr verhindern konnte.
Später wurde das Ermittlungsverfahren gegen den ehemaligen Präsidenten Karl-Heinz Wildmoser eingestellt, während sein Sohn, der zugleich Geschäftsführer des Vereins sowie der Stadionbetreibergesellschaft der Allianz Arena war, zu einer mehrjährigen Haftstrafe verurteilt wurde.

### 2004 bis 2011: Mittelmaß in der zweiten Liga
| Saison                          | Platz | Tore  | Punkte | Zuschauerschnitt |
| ------------------------------- | ----- | ----- | ------ | ---------------- |
| 2004/05                         | 04.   | 52:39 | 57     | 20.140           |
| 2005/06                         | 13.   | 41:44 | 42     | 41.720           |
| 2006/07                         | 08.   | 47:49 | 48     | 35.688           |
| 2007/08                         | 11.   | 42:45 | 41     | 35.071           |
| 2008/09                         | 12.   | 44:46 | 39     | 28.135           |
| 2009/10                         | 08.   | 43:45 | 48     | 22.515           |
| 2010/11                         | 09.   | 50:36 | 50     | 19.526           |
| orange unterlegt: 2. Bundesliga |       |       |        |                  |

Nachfolger Vanenburgs als Chefcoach wurde der zweitligaerfahrene Rudi Bommer, unter dessen Ägide der direkte Wiederaufstieg angepeilt wurde. Dieser wurde jedoch aufgrund sportlichen Misserfolgs bereits im November 2004 entlassen und durch Reiner Maurer, den vormaligen Co-Trainer und Cheftrainer der U23, ersetzt. Nach einer starken Rückrunde platzten die Aufstiegshoffnungen von 1860 erst am letzten Spieltag, so dass die Mannschaft am Ende nur den vierten Platz belegte.

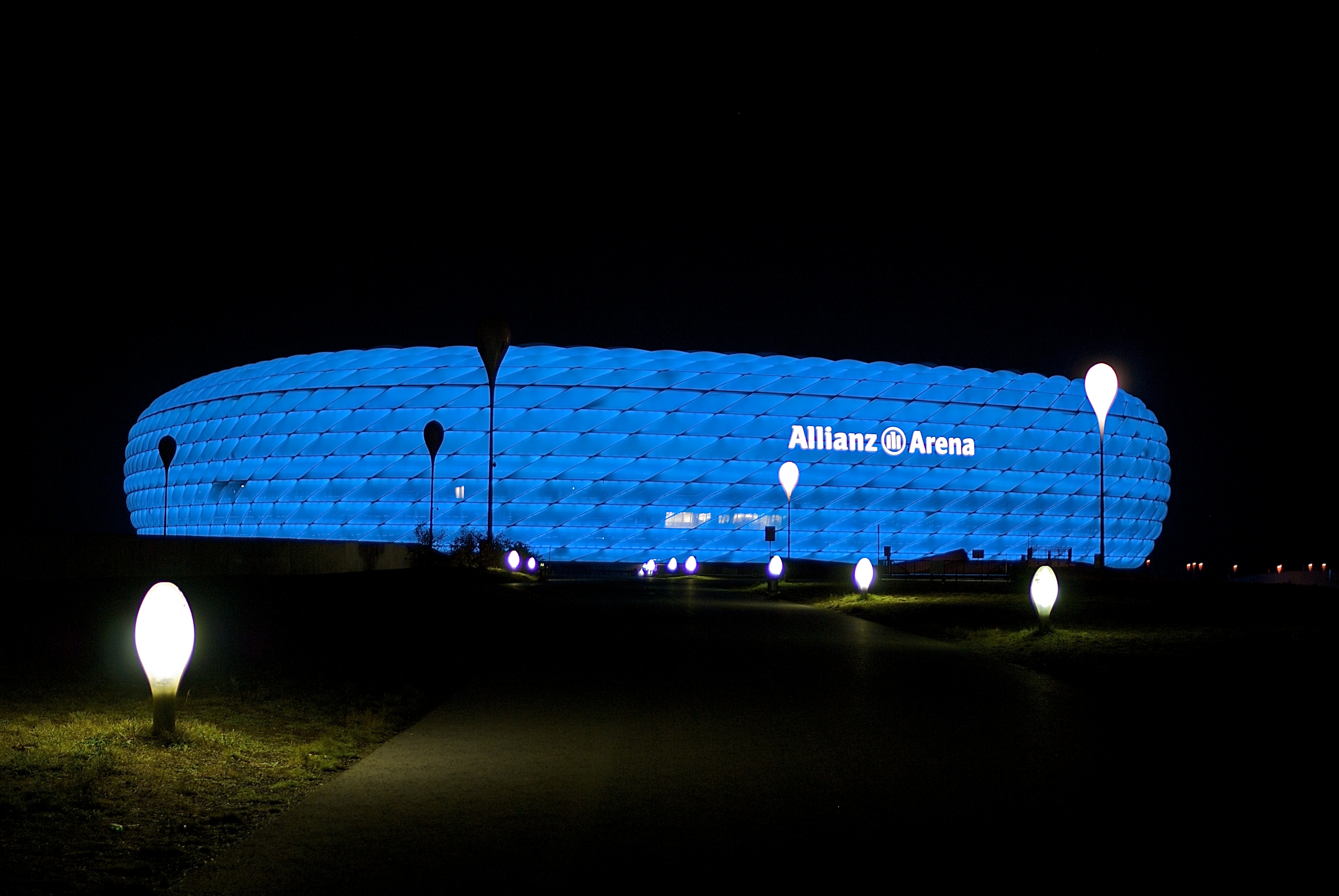
Allianz Arena blau leuchtend

Die erste Spielzeit in der neuen Allianz Arena begann für die Löwen vielversprechend; zu Beginn der Hinrunde war das Team zeitweilig noch Tabellenführer, zählte zur Winterpause jedoch nur noch zum erweiterten Favoritenkreis. Ein 0:0 zu Rückrundenbeginn gegen den Tabellenletzten LR Ahlen führte zur Entlassung von Trainer Maurer. Dessen Nachfolger wurde Walter Schachner, zudem übernahm Stefan Reuter den Posten als Manager.
Wirtschaftlich und sportlich war das Frühjahr 2006 für 1860 bedrohlich. Im März erklärte Präsident Auer seinen Rücktritt aus gesundheitlichen Gründen, sein Nachfolger wurde der bisherige Aufsichtsratsvorsitzende Alfred Lehner. Als Geschäftsführer wurde Stefan Ziffzer installiert. Kurze Zeit später rettete der FC Bayern die Löwen vor der Insolvenz, indem er die Anteile an der Allianz Arena für 11 Millionen Euro abnahm und ein Rückkaufsrecht zusicherte. Der Verein geriet unter dem Trainer Walter Schachner in akute Abstiegsgefahr. Erst am vorletzten Spieltag sicherte sich der TSV 1860 München durch einen 1:0-Heimsieg gegen den Abstiegsmitkonkurrenten 1. FC Saarbrücken den Klassenerhalt. Letztlich beendete die Mannschaft die Saison auf dem 13. Platz.
Die Jugendarbeit des Clubs war dagegen von Erfolg gekrönt. Die B-Junioren (U 17) holten zum ersten Mal die deutsche Meisterschaft. Der DFB verlieh die Fritz-Walter-Medaille an die Brüder Lars (Gold, Jahrgang 1989) und Sven Bender (Bronze, Jahrgang 1989) sowie an Alexander Eberlein (Silber, Jahrgang 1988).
Albrecht von Linde wurde am 28. März 2007 neuer Präsident des Vereins. Der Wiederaufstieg in die Bundesliga gelang jedoch auch im dritten Anlauf nicht. Nach einer Saison ohne Höhen und Tiefen erreichte der Club unter Walter Schachner und dessen Nachfolger Marco Kurz, der das Team im Frühjahr 2007 übernommen hatte, den achten Platz in der Endabrechnung. Wirtschaftlich erreichte 1860 in der Saison 2006/07 wieder ruhigeres Fahrwasser.
Nach einer guten Hinrunde in der Saison 2007/08 rutschte die Mannschaft in der Rückrunde ins Mittelfeld ab. Der Klassenerhalt wurde erst am vorletzten Spieltag mit einem 1:1 im Heimspiel gegen den VfL Osnabrück gesichert, in der Rückrundentabelle belegte der Verein sogar den letzten Tabellenplatz. Nach dem Spiel gegen Osnabrück sagte Geschäftsführer Stefan Ziffzer über Präsident von Linde: „Der Fisch stinkt vom Kopf her, und bei uns ist der Kopf der Präsident. Dieser Präsident ist eine Schande.“ Von Linde sprach daraufhin in Gegenwart von Sponsoren, die Ziffzer applaudierten, die fristlose Kündigung aus. Grund der Auseinandersetzung waren diametrale Ansichten über den wirtschaftlichen Kurs der Fußballabteilung und vom Präsidium nicht dementierte Medienberichte über einen anstehenden Rauswurf des sportlichen Leiters Stefan Reuter. Am 26. Mai 2008 erklärte Albrecht von Linde seinen Rücktritt, der Aufsichtsrat kürte noch in derselben Sitzung einstimmig Rainer Beeck zu seinem Nachfolger.
Nach lediglich acht Siegen im Kalenderjahr 2008 und einer weiteren Niederlage im ersten Spiel des Jahres 2009 wurde Geschäftsführer Stefan Reuter beurlaubt. Manfred Stoffers folgte ihm als Geschäftsführer nach, Miroslav Stević wurde neuer Sportdirektor. Ende Februar wurde auch Cheftrainer Marco Kurz beurlaubt, seine Nachfolge trat der bisherige Co-Trainer Uwe Wolf an. Unter dessen Leitung gewannen die Löwen die nächsten beiden Spiele, in den neun anschließenden Spielen konnte die Mannschaft jedoch nur sechs weitere Punkte, wovon kein Spiel ein Sieg war, einfahren. Nach dem 32. Spieltag wurde Wolf durch Ewald Lienen abgelöst. Aus den letzten beiden Saisonspielen holte die Mannschaft einen Punkt, was zum Klassenerhalt ausreichte.
Im Frühjahr 2009 war Nicolai Schwarzer aus Berlin als neuer Investor im Gespräch und leistete eine Anzahlung auf den Kaufvertrag. Nach Querelen in und zwischen Geschäftsführung, Aufsichtsrat und der DFL (Deutsche Fußball Liga) stieg Schwarzer wieder aus. Die bereits geleistete Anzahlung wurde in ein langfristiges Darlehen umgewandelt, das der TSV 1860 mit dem Einstieg des Investors Hasan Ismaik (unter Verzicht Schwarzers auf einen Teil seiner Investitionen) 2011 zurückzahlte.
Die Spielzeit 2009/10 lief zu Beginn wenig erfolgreich für den TSV 1860, zwischenzeitlich drohte die Mannschaft sogar auf den Abstiegsrelegationsplatz zu fallen. Im Laufe der Hinrunde stabilisierten sich die Löwen jedoch und beendeten die Saison schließlich auf Platz 8, was zum ersten Mal seit dem Abstieg, bis auf die Saison 2006/07, eine Verbesserung gegenüber der Vorsaison bedeutete. Im DFB-Pokal 2009/10 gelang es den Sechzgern nach einem Sieg gegen Hertha BSC in das Achtelfinale des Pokals aufzusteigen. Dort scheiterten sie schließlich am FC Schalke 04. Auf Wunsch des Trainers Ewald Lienen wurde der Vertrag aufgelöst. Er wechselte zu Olympiakos Piräus. Sein Nachfolger wurde Reiner Maurer. Im Juni 2010 trat Geschäftsführer Manfred Stoffers nach einem in der I. Instanz gegen die Allianz Arena GmbH verlorenen Prozess wegen der Zahlung von Catering-Kosten zurück. Am 28. Juli 2010 verstarb der ehemalige Präsident Karl-Heinz Wildmoser. Seit dem 1. August 2010 war Robert Niemann Nachfolger von Manfred Stoffers. Im Oktober 2010 wurden dem TSV 1860 zwei Punkte wegen Verstößen gegen die Lizenzierungsordnung abgezogen.

### 2011 bis 2017: Einstieg von Hasan Ismaik und Niedergang
| Saison                                                            | Platz | Tore  | Punkte | Zuschauerschnitt |
| ----------------------------------------------------------------- | ----- | ----- | ------ | ---------------- |
| 2011/12                                                           | 06.   | 62:46 | 57     | 22.903           |
| 2012/13                                                           | 06.   | 39:31 | 49     | 22.682           |
| 2013/14                                                           | 07.   | 38:41 | 48     | 19.482           |
| 2014/15                                                           | 16. 1 | 41:51 | 36     | 21.918           |
| 2015/16                                                           | 15.   | 32:46 | 34     | 23.252           |
| 2016/17                                                           | 16.   | 37:47 | 36     | 25.900           |
| orange unterlegt: 2. Bundesliga 1 Klassenerhalt in der Relegation |       |       |        |                  |

Die finanzielle Situation blieb weiter angespannt, es wurden deshalb während der Spielzeit 2010/11 mehrere Spieler verkauft oder abgegeben. Im weiteren Saisonverlauf sprachen Vertreter des Vereins mehrmals davon, dass dieser kurz vor der Insolvenz stehe. Nachdem bereits im Jahr zuvor Gerüchte über den Einstieg eines Investors aus dem arabischen Raum aufgekommen waren, konkretisierten sich diese Anfang April 2011, als der jordanische Geschäftsmann Hasan Ismaik Interesse an einem Einstieg beim TSV 1860 bekundete. In den folgenden Wochen wurden mehrere Bedingungen erfüllt, so verzichteten unter anderem die Gläubiger von 1860 München auf 40 Prozent der jeweiligen Forderungen. Die DFL wies den eingereichten Vertragsvorschlag zweimal zurück, akzeptierte ihn aber nach diversen Anpassungen. Nachdem die Mannschaft die Spielzeit sportlich im Tabellenmittelfeld abgeschlossen hatte, wurde der Kooperationsvertrag zwischen 1860 und Ismaik am 30. Mai 2011 unterzeichnet, der Ismaiks Firma HAM International Limited mit Sitz in Dubai 60 Prozent der Anteile der TSV München von 1860 GmbH & Co. KGaA übertrug und damit durch eine Überweisung von 18,4 Millionen Euro vor der Insolvenz rettete. Um die 50+1-Regel einzuhalten, erhielt Ismaik allerdings nur 49 Prozent der Stimmrechte. Zum Einstieg formulierte Ismaik seine Ziele: „Wir wollen die Sechziger stark machen, wir wollen keine finanziellen Löcher mehr, wir wollen innerhalb von drei Jahren in die erste Liga.“
In der Saison 2011/12 konnte der TSV 1860 zum ersten Mal seit der Saison 2005/06 einen höheren Heimzuschauerschnitt im Vergleich zur Vorsaison nachweisen. Durch den Aufstieg der SpVgg Greuther Fürth in jener Saison waren die Löwen seit der Saison 2012/13 die am längsten in der 2. Liga verweilende Mannschaft. Nach einem guten Saisonstart 2012/13 mit 16 Punkten und ohne Niederlage wurde Trainer Reiner Maurer entlassen, nachdem aus den darauffolgenden sechs Spielen lediglich vier Punkte geholt worden waren. Am 15. Januar 2013 wurde nach einer mehrstündigen Aufsichtsratssitzung bekanntgegeben, dass Sven-Göran Eriksson als zweiter Trainer neben Alexander Schmidt verpflichtet werden solle. Dieser sagte dem Verein jedoch wenige Tage später ab.
Neuer Trainer zur Saison 2014/15 wurde der Niederländer Ricardo Moniz, der vollmundig das Ziel ausgab, Zweitligameister zu werden, der aber nach einem enttäuschenden Saisonauftakt bereits am 24. September 2014 wieder entlassen wurde, woraufhin Markus von Ahlen als Trainer zurückkehrte. Bereits im August wurden
Julian Weigl, Yannick Stark, Vitus Eicher und Daniel Adlung degradiert, nachdem diese nach einer 0:3-Niederlage gegen Leipzig bis Mitten in der Nacht feiern waren und über den Verein gelästert hatten.
Am 17. Februar 2015 wurde van Ahlen beurlaubt und durch Torsten Fröhling, den Trainer der U-21-Mannschaft, ersetzt. Mit ihm als Trainer beendete der TSV 1860 die Saison auf Tabellenplatz 16 und musste damit in zwei Relegationspartien gegen Holstein Kiel um den Verbleib in der Zweitklassigkeit spielen. Nach einem torlosen Remis vor auswärtiger Kulisse gewann die Mannschaft das Rückspiel am 2. Juni 2015 in München mit 2:1 und verhinderte somit einen Abstieg in der Saison 2015/16.
Aufgrund der vorausgegangenen Misserfolge des Vereins und gescheiterten Verhandlungen mit dem Investor Ismaik trat das Präsidium in der Sommerpause 2015 mit sofortiger Wirkung geschlossen zurück. Im November 2015 wurde Peter Cassalette als neuer Präsident gewählt. Fröhlings Vertrag wurde bis 2016 verlängert, nachdem man zuvor eine Verpflichtung Felix Magaths in Erwägung gezogen hatte. Am 6. Oktober 2015 wurde Fröhling beurlaubt; Benno Möhlmann wurde neuer Trainer. Im April 2016, nach 19 Punkten in 19 Spielen bei 10 Niederlagen, trennte man sich wieder von Möhlmann. Der bisherige U-21-Coach Daniel Bierofka übernahm die Mannschaft auf dem vorletzten Tabellenplatz. Er konnte mit drei Siegen in Serie die Löwen vor dem Sturz in die Drittklassigkeit bewahren. Im Juni 2016 wurde Eichin als Nachfolger von Oliver Kreuzer Geschäftsführer Sport beim TSV 1860 München.
Zur Saison 2016/17 übernahm Kosta Runjaic den Posten des Cheftrainers. Verpflichtet wurden u. a. bundesligaerfahrene Spieler wie Ivica Olić oder Stefan Aigner. Zudem brachte Ismaik einen Stadionneubau ins Gespräch. Die neue Löwenarena sollte Platz für ca. 50.000 Fans bieten und neben dem Stadion sollte zudem ein Löwenzoo entstehen. Da die Löwen entgegen den Erwartungen in der Hinrunde jedoch wieder in den Abstiegskampf involviert waren, gab Ismaik am 17. Dezember 2016 bekannt, dass man die Zusammenarbeit mit Runjaic beendet. In diesem Zusammenhang wurde auch der Geschäftsführer der KGaA, Thomas Eichin, öffentlich demontiert, da die Entlassung über Eichin hinweg von Ismaik entschieden wurde. Im November 2016 wurde Eichin auf Initiative von Hasan Ismaik als Geschäftsführer abbestellt und zum Sportdirektor degradiert sowie kurz darauf beurlaubt. Als Nachfolger für Eichin als Geschäftsführer wurde der US-Amerikaner Anthony Power installiert. Wirtschaftlich gesehen wurde in der Saison viel in die Mannschaft investiert. Zum Beispiel wurde der brasilianische Stürmer Ribamar für 3,2 Millionen von Botafogo FR verpflichtet. Neben den späteren Aufsteigern VfB Stuttgart und Hannover 96 unterhielt der TSV 1860 den teuersten Kader der Liga.
Nachdem Daniel Bierofka das Amt des Trainers bis Ende der Hinrunde interimsweise übernommen hatte, wurde anschließend im Dezember 2016 der ehemalige FC-Porto- und Olympiakos-Piräus-Trainer Vítor Pereira vorgestellt. Im April 2017 wurde Ian Ayre vom FC Liverpool als neuer Geschäftsführer der KGaA verpflichtet. Der sportliche Niedergang setzte sich allerdings fort. Die Saison schloss man mit 36 Punkten auf dem Relegationsplatz ab. Dort traf der TSV auf den SSV Jahn Regensburg. Nach einem 1:1-Unentschieden im Hinspiel in Regensburg und einer 0:2-Heimniederlage im Rückspiel, das in den Schlussminuten von Ausschreitungen der 1860-Fans überschattet wurde, stieg der Verein aus der 2. Bundesliga ab.

### Seit 2017: Gegenwart
| Saison | Platz | Tore  | Punkte | Zuschauerschnitt |
| --- | ----- | ----- | ------ | ---------------- |
| 2017/18 | 01.   | 87:27 | 83     | 12.465           |
| 2018/19 | 12.   | 48:52 | 47     | 14.952           |
| 2019/20 | 08.   | 63:54 | 58     | 10.211 (14.923*) |
| 2020/21 | 04.   | 69:35 | 66     | 0                |
| 2021/22 | 04.   | 67:50 | 61     | 09.518           |
| 2022/23 | 08.   | 61:52 | 57     | 15.000           |
| 2023/24 | 15.   | 40:42 | 46     | 15.000           |
| 2024/25 | 11.   | 57:61 | 53     | 15.000           |
| blau unterlegt: Regionalliga Bayern rot unterlegt: 3. Liga * Zuschauerschnitt vor den durch COVID-19 bedingten Geisterspielen |       |       |        |                  |

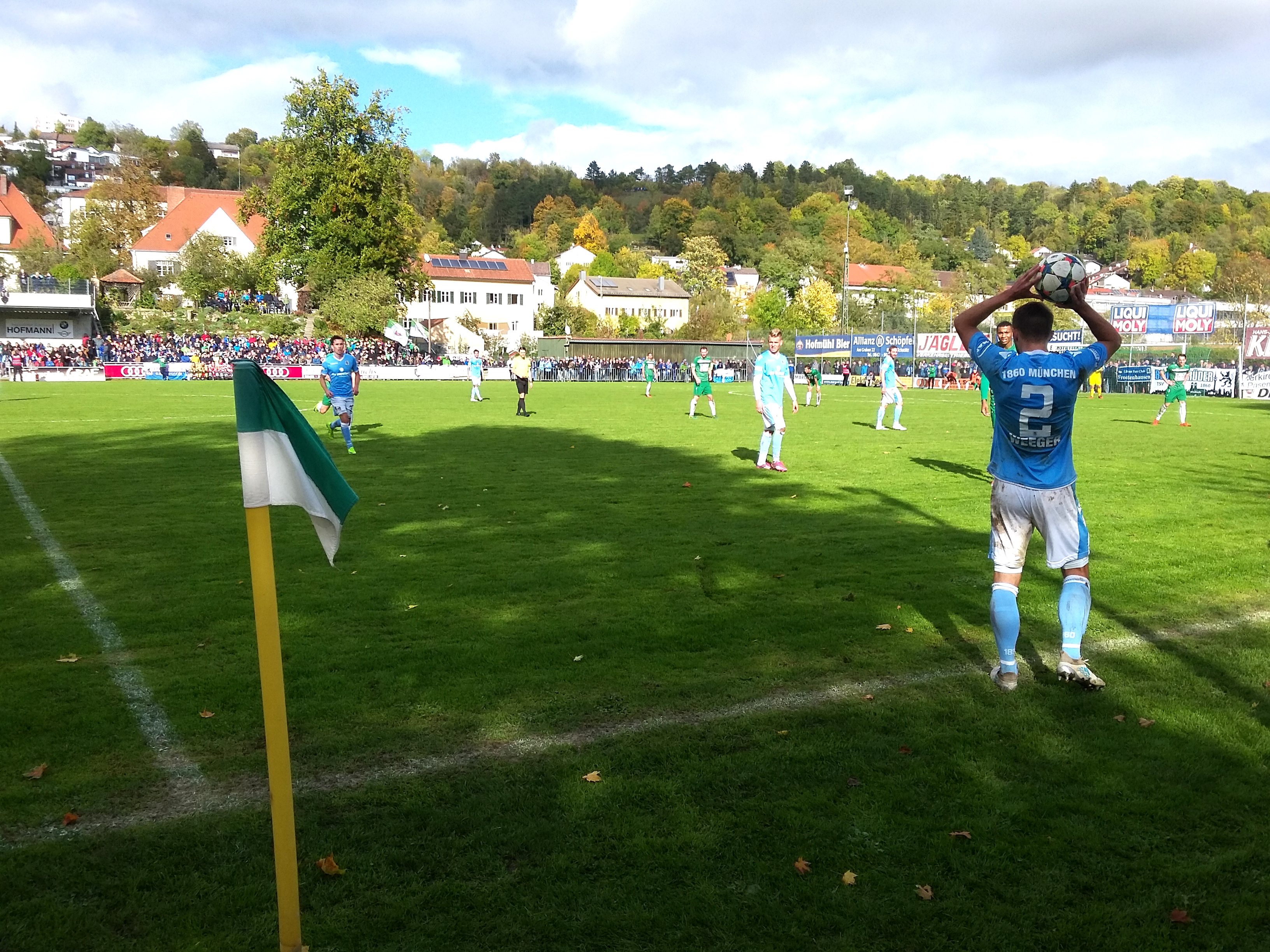
Spielszene aus dem Auswärtsspiel in der Regionalliga Bayern gegen den VfB Eichstätt im Jahr 2017

Noch am Tag des Abstiegs aus der 2. Bundesliga trat der Präsident des e. V., Peter Cassalette, von seinem Amt zurück. Schon am Mittag vor dem Relegationsrückspiel war der weniger als acht Wochen zuvor verpflichtete Geschäftsführer der KGaA, Ian Ayre, von seinem Amt zurückgetreten. Der für den Erhalt der Lizenz für die 3. Liga nötige Geldbetrag wurde nicht bis zum Fristende hinterlegt. Grund dafür waren Differenzen zwischen dem e. V. und Hasan Ismaik als Gesellschafter der KGaA. Anschließend wurde der stellvertretende Verwaltungsratsvorsitzende Robert Reisinger übergangsweise zum neuen Präsidenten des e. V. ernannt und im Juli 2017 auf der Mitgliederversammlung ins Amt gewählt sowie der Wirtschaftswissenschaftler Markus Fauser, Partner und Geschäftsführer eines auf Interim-Management spezialisierten Unternehmens, übergangsweise zum Geschäftsführer der KGaA bestellt.
In der Spielzeit 2017/18 trat die Mannschaft in der Regionalliga Bayern an; neuer Trainer wurde Daniel Bierofka. Den Kern der Mannschaft bildete die zweite Mannschaft (U21) aus der Vorsaison, mit der Bierofka den zweiten Tabellenplatz in der Regionalliga Bayern belegt hatte. Aus dem Stammkader des Profikaders verblieben Jan Mauersberger und Sascha Mölders. Punktuell wurde die Mannschaft mit einigen externen Zugängen, wie Timo Gebhart, verstärkt. Kurz vor dem Saisonstart konnte eine Insolvenz der TSV München von 1860 GmbH & Co. KGaA, nicht zuletzt aufgrund der Kündigung des Mietvertrages für die Allianz Arena und der damit verbundenen Rückkehr in das Städtische Stadion an der Grünwalder Straße, abgewendet werden. Am 31. Oktober 2017 errang der Verein mit 43:13 Toren, dreizehn Siegen und nur zwei Niederlagen am 19. Spieltag die Herbstmeisterschaft in der Regionalliga Bayern. Im Januar 2018 folgte Michael Scharold auf Markus Fauser als Geschäftsführer zudem wurde Günther Gorenzel als sportlicher Leiter verpflichtet. Am 5. Mai 2018 wurde der TSV 1860 München mit einem 3:0-Auswärtssieg gegen den FC Pipinsried Meister in der Regionalliga. 26 Siegen standen fünf Unentschieden und fünf Niederlagen gegenüber, wobei insbesondere die beiden prestigeträchtigen Spiele gegen die zweite Mannschaft des Lokalrivalen FC Bayern München verloren wurden. In den Aufstiegsspielen traf die Mannschaft auf den Südwest-Meister 1. FC Saarbrücken. Nach einem 3:2-Auswärtssieg und mit einem 2:2 vor heimischem Publikum stieg der TSV 1860 München in die 3. Liga auf, wo man in der darauffolgenden Spielzeit den 12. Platz belegte.
In der durch die Covid-19-Pandemie unterbrochenen und geprägten Saison 2019/20 belegte 1860 den 8. Platz. Erstmals gewannen die Sechzger den Bayerischen Toto-Pokal durch einen 5:2-Erfolg nach Elfmeterschießen zuhause gegen die FC Würzburger Kickers.
Während der gesamten Spielzeit 2020/21 überzeugte der TSV 1860 mit einer soliden Leistung und behielt sich bis zum Ende der Saison die Chance auf einen Aufstiegs- bzw. Relegationsplatz vor. Am vorletzten Spieltag brachte man sich mit einem Unentschieden gegen den in dieser Saison abgestiegenen Stadtrivalen FC Bayern München II in eine ungünstige Ausgangssituation für den letzten Spieltag, an dem im direkten Duell gegen den FC Ingolstadt 04, der zu diesem Zeitpunkt 2 Punkte Vorsprung hatte, um den Relegationsplatz gespielt wurde. Der TSV verlor dieses entscheidende Spiel und schloss die Saison mit Platz 4 ab. Auch die Folgesaison wurde auf dem 4. Platz beendet. Beim DFB-Pokal der Saison 2022/2023 schied man in der 1. Runde mit 0:3 gegen Borussia Dortmund aus. In der Saison 2022/2023 der 3. Liga stellte man durch den Gewinn der ersten fünf Spiele den Startrekord der Kickers Offenbach aus der Saison 2010/11 ein, dennoch erreichte man am Ende nur den 8. Platz. Nach einer sehr schwachen Saison 2023/2024 wurde der Klassenerhalt in der 3. Liga erst am 37. Spieltag sichergestellt und die Saison mit dem 15. Platz abgeschlossen.
Am 5. Juli 2025 gab der Verein bekannt, dass Ismaik eine Einigung über den Verkauf seiner Anteile an eine Schweizer Familienholding erzielte. Demnach ist der Vollzug der Übernahme für die darauffolgende Woche vorgesehen. Einen Tag später endete nach acht Jahren die Amtszeit von Präsident Robert Reisinger, der den Verein nach dem Absturz in die Regionalliga Bayern übernommen hat, als die Mitgliederversammlung des TSV München von 1860 e.V. den Österreicher Gernot Mang als Nachfolger wählte.

## Wappen

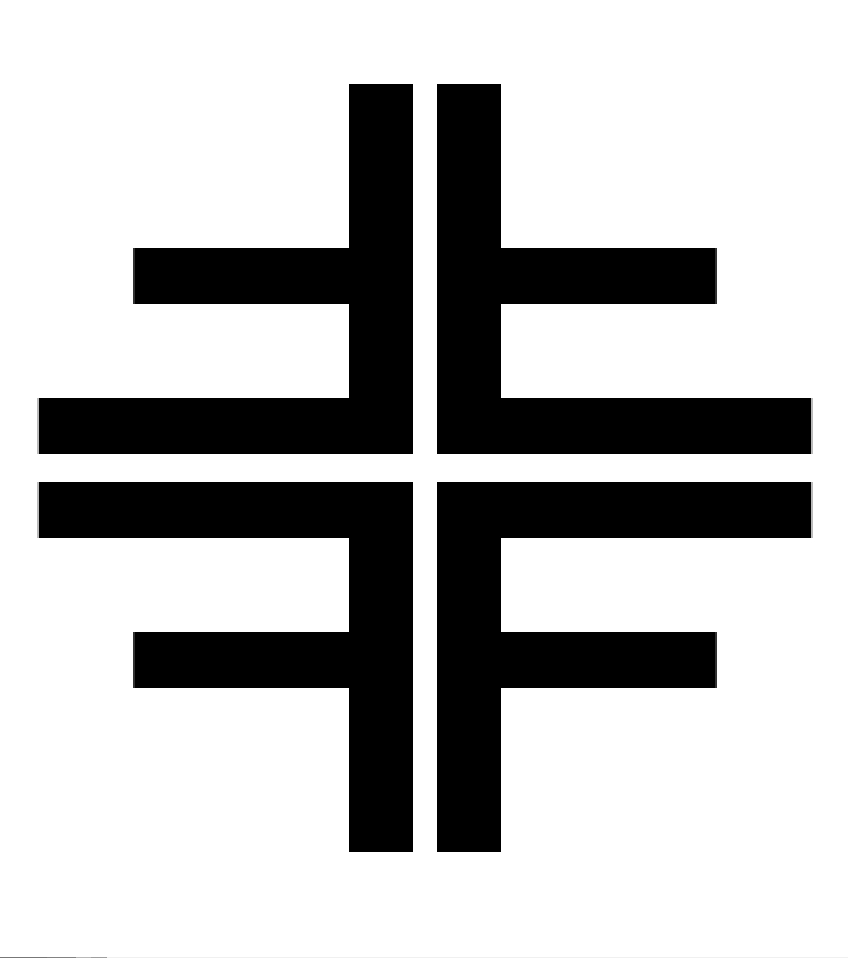
Turnerkreuz
Turnverein München
Spielmannschaft im TVM
Fußballabteilung im TSV

Anmerkung: Diese Galerie listet nur Schwarz-Weiß-Abbilder der teils farbigen Wappen
In den Anfangsjahren benutzten die Turner und Sportler des Vereins das Turnerkreuz, das aus den vier F des Wahlspruchs „frisch, fromm, fröhlich, frei“ zusammengesetzt ist, als Vereinswappen. Später verwendete der TV München ein Logo, in dem die drei Buchstaben T, V und M übereinander gelegt waren. Form und Art der drei Buchstaben war hierbei variabel. Diese drei Buchstaben standen auch im Zentrum des Wappens der Spielmannschaft, die sich 1899 gegründet hatte. Die „Spielmannschaft“ umrundet hier das Vereinslogo, im unteren Zentrum des Wappens ist ein Spielball dargestellt. Nach der Umbenennung des Vereins in TSV 1860 erhielten auch die Fußballer eine neue Bezeichnung: „Fußballabteilung im TSV 1860 München“. In deren neuen ellipsenförmigen Wappen heben zwei stilisierte Hände einen Ball in die Höhe.

TV 1860 München
SV 1860 München
Löwe mit „1860“
Löwe ohne „1860“

Anmerkung: Diese Galerie listet nur Schwarzweiß-Abbilder der teils farbigen Wappen
Auf der Suche nach einem eigenen Emblem wurde der bürgerliche Verein in den 1870ern beim bayerischen Löwen fündig, der Ausdauer und Mut symbolisierte. Mit Beschluss vom 13. März 1880 übernahm er den Löwen als Vereinszeichen. Seitdem treten die Sportler der Sechzger „mit dem Löwen auf der Brust“ zu ihren Wettkämpfen an. Wie bei heraldischen Löwen oftmals üblich, war auch der Löwe des Münchner Turnvereins doppelschwänzig. Um einer Verwechslung mit dem Löwenbräulöwen aus dem Weg zu gehen, wurden die beiden Schwänze angepasst und hintereinander geschlungen, während beim Brauereilöwen die beiden Schwänze in Symmetrie zueinander stehen.
1911 wurde der Löwe schließlich auch als offizielles Vereinswappen übernommen. Nach der reinlichen Scheidung bekamen der TV und der SV ähnliche Wappen, bei beiden wird der Löwe von einer weiß-blau gestreiften Raute eingefasst. Während der Löwe im TV-Wappen von einem noch heute üblichen Achteck umrandet wird, hebt sich der mit „1860“ unterschriebene SV-Löwe in einem einfachen Rechteck von der Raute ab. Im Lauf der Jahre änderte sich die Gestalt des Löwen mehrmals, die achteckige Umrandung gehörte dabei fast immer zum Gesamtbild, auch die Jahreszahl „1860“ wurde meistens im Wappen dargestellt.

Wappen bis 1973
heutiges, offizielles Vereinswappen
Heutiger Löwe ohne „1860“
Jubiläumslogo

In den 1950ern wurde die Gestalt des Löwen erneut geändert. Nun hatte der Verein ein Wappen, das auf der Spielerkleidung bis 1973 Bestand haben sollte. Dieses Wappen wurde auch in jüngerer Vergangenheit wieder auf diversen Fanartikeln und dem Jubiläumstrikot zur 150-Jahr-Feier verwendet. 1973 wurde der Löwe in seiner heutigen Form auch auf den Trikots getragen, nachdem er in dieser Gestalt im Verein schon seit längerem benutzt worden war. Seitdem dient dieses Wappen als offizielles Vereinswappen, dabei wird der Löwe mitsamt dem Gründungsjahr vom bekannten Achteck eingerahmt. Seltener fanden in der jüngeren Vergangenheit der Löwe ohne „1860“ oder mit der weiß-blauen Raute im Hintergrund Verwendung. Zur 150-Jahr-Feier im Jahr 2010 wurde ein spezielles Logo gestaltet, bei dem der Kopf des Löwen über dem Schriftzug „150 Jahre TSV 1860“ prangt.

## Personen
In diesem Abschnitt sind aktuelle Personalien und bedeutende ehemalige Spieler aufgelistet. Weitere aktuelle und historische Personalien sind unter TSV 1860 München/Personen zu finden.

### Erste Mannschaft

#### Aktueller Kader
Stand: 10. August 2025
| Nr.        | Nat.        | Spieler               | Geburtstag    | im Verein seit |
| Tor        | Tor         | Tor                   | Tor           | Tor            |
| ---------- | ----------- | --------------------- | ------------- | -------------- |
| 11         | Deutschland | René Vollath          | 20. März 1990 | 2024           |
| 12         | Kosovo      | Miran Qela            | 13. Dez. 2006 | 2022           |
| 21         | Deutschland | Thomas Dähne          | 4. Jan. 1994  | 2025           |
| 40         | Deutschland | Paul BachmannII       | 19. Juli 2005 | 2024           |
| Abwehr     |             |                       |               |                |
| 02         | Deutschland | Tim Danhof            | 5. Mai 1997   | 2024           |
| 03         | Belgien     | Siemen Voet           | 3. Feb. 2000  | 2025           |
| 04         | Niederlande | Jesper Verlaat        | 4. Juni 1996  | 2022           |
| 16         | Italien     | Max Reinthaler        | 22. März 1995 | 2024           |
| 18         | Deutschland | Kilian Jakob          | 25. Jan. 1998 | 2025           |
| 25         | Deutschland | Sean Dulic            | 5. Juni 2005  | 2014           |
| 27         | Osterreich  | Manuel Pfeifer        | 10. Sep. 1999 | 2025           |
| 33         | Deutschland | Lasse FaßmannII       | 6. Juni 2006  | 2023           |
| 37         | Osterreich  | Raphael Schifferl     | 29. Juli 1999 | 2024           |
| 41         | Deutschland | Clemens Lippmann      | 29. Juni 2006 | 2023           |
| Mittelfeld |             |                       |               |                |
| 05         | Deutschland | Thore Jacobsen        | 19. Apr. 1997 | 2024           |
| 08         | Deutschland | David Philipp         | 10. Apr. 2000 | 2024           |
| 13         | Deutschland | Max Christiansen      | 25. Sep. 1996 | 2025           |
| 17         | Deutschland | Morris Schröter       | 20. Aug. 1995 | 2023           |
| 20         | Deutschland | Samuel Althaus        | 10. Jan. 2006 | 2021           |
| 26         | Deutschland | Philipp Maier         | 14. Juni 1994 | 2025           |
| 36         | Deutschland | Tunay Deniz           | 2. Feb. 1994  | 2024           |
| Sturm      |             |                       |               |                |
| 07         | Deutschland | Florian Niederlechner | 24. Okt. 1990 | 2025           |
| 09         | Deutschland | Justin Steinkötter    | 26. Sep. 1999 | 2025           |
| 14         | Japan       | Sōichirō Kōzuki       | 22. Dez. 2000 | 2024           |
| 19         | Turkei      | Emre ErdoğanU19       | 24. Feb. 2007 | 2020           |
| 22         | Norwegen    | Sigurd Haugen         | 17. Juli 1997 | 2025           |
| 30         | Deutschland | Maximilian Wolfram    | 21. Feb. 1997 | 2024           |
| 31         | Deutschland | Kevin Volland         | 30. Juli 1992 | 2025           |
| 34         | Deutschland | Patrick Hobsch        | 10. Okt. 1994 | 2024           |

#### Transfers 2025/26
- Stand: 15. Juli 2025

| Zugänge | Abgänge |
| Sommer 2025 | Sommer 2025 |
| --- | --- |
| - Max Christiansen (Hannover 96) - Thomas Dähne (Holstein Kiel) - Sigurd Haugen (Aarhus GF) - Kilian Jakob (FC Erzgebirge Aue) - Florian Niederlechner (Hertha BSC) - Manuel Pfeifer (TSV Hartberg) - Justin Steinkötter (TSV Steinbach Haiger) - Siemen Voet (ŠK Slovan Bratislava) - Kevin Volland (1. FC Union Berlin) | - Dickson Abiama (1. FC Kaiserslautern; Leihende) - Erion Avdija (SpVgg Unterhaching) - Florian Bähr (VfL Osnabrück; Leihende) - Moritz Bangerter (Wacker Burghausen) - Marlon Frey (Vertragsende; Ziel unbekannt) - Mike Geworgjan (SpVgg Unterhaching) - Julian Guttau (FC Erzgebirge Aue) - Marco Hiller (KAS Eupen) - Tim Kloss (Viktoria Köln) - Leroy Kwadwo (Vertragsende; Ziel unbekannt) - Anderson Lucoqui (Vertragsende; Ziel unbekannt) - Eliot Muteba (Würzburger Kickers) * - Raphael Ott (Viktoria Köln) - Lukas Reich (SpVgg Greuther Fürth) - Fabian Schubert (ASK Voitsberg) |

#### Trainerstab
Zum Trainerteam gehören Cheftrainer Patrick Glöckner, Co-Trainer Markus Brzenska, Co-Trainer Nico Masetzky, Fitness-Trainer Philipp Kunz und Torwart-Trainer René Vollath.  (Stand: 22. Juni 2025)
Weitere Angehörige des Betreuer- und Funktionsteams sind auf der Unterseite Personen aufgelistet.

### Bedeutende ehemalige Spieler
Dieser Abschnitt stellt eine Auswahl für 1860 bedeutende Spieler dar. Namhafte Spieler, die zwar einmal beim TSV 1860 gespielt haben, deren Wirken dort aber nicht herausragend war, finden keine Erwähnung, beispielsweise Klaus Fischer, Wiggerl Kögl oder Marcel Schäfer. Die hier gelisteten Spieler waren – in ihrer Zeit bei den Münchner Löwen – entweder deutscher A-Nationalspieler, Deutscher Meister, haben über 200 Pflichtspiele bestritten, mindestens 50 Pflichtspieltore erzielt oder haben sich in einer anderen Weise besonders um den TSV 1860 verdient gemacht.
Eine Auflistung aller Spieler seit 1945 findet sich unter Liste der Fußballspieler des TSV 1860 München bzw. Liste der Fußballspieler des TSV 1860 München/Liga. Eine Auflistung aller A-Nationalspieler ist auf der Unterseite Personen aufgeführt.

#### Die Meistermannschaft 1965/66
Die Spieler, die 1966 unter ihrem Trainer Max Merkel den deutschen Meistertitel gewannen, haben sich in der Geschichte des TSV 1860 einen besonderen Stellenwert erarbeitet, da der Gewinn der deutschen Meisterschaft den größten Erfolg der Fußballabteilung darstellt. Teilweise treffen sich die Spieler noch heute in unregelmäßigen Abständen im Rahmen von Veranstaltungen des TSV 1860.
- Bubi Bründl (1965–1968, Sturm, 50 Pflichtspiele/16 Tore während seiner Zeit bei 1860 München): 0 Ligaspiele/0 Tore in der Meistersaison
In der Meistersaison vollendete Bründl sein 19. Lebensjahr und war damit zu jung für einen Einsatz in der ersten Mannschaft, auch wenn er nominell bereits zum Kader zählte. In den beiden folgenden Spielzeiten kam er regelmäßig zum Einsatz und schoss in 42 Ligaspielen 13 Tore.
- Rudi Brunnenmeier (1960–1968, Sturm, 239/158): 27/15
 Mit 66 Treffern ist Brunnenmeier Bundesliga-Rekordtorschütze für 1860, 1964/65 wurde er mit 24 Treffern Torschützenkönig in der Bundesliga. Auch im Europapokal ist er mit 10 Treffern vereinsinterner Rekordtorschütze. Insgesamt schoss er 139 Ligatore – so viele wie kein anderer Spieler nach 1945. Er kam auf fünf Einsätze in der Nationalmannschaft und erzielte dort drei Tore.
- Peter Grosser (1963–1969, Mittelfeld, 166/61): 32/18
Als Mittelfeldregisseur und Techniker war Grosser Kapitän der Meisterelf. Zweimal wurde er in die Nationalmannschaft berufen.
- Fredi Heiß (1959–1970, Sturm, 279/69): 31/10
Heiß spielte von der Jugend bis zum Karriereende beim TSV 1860. Achtmal kam er für die deutsche Nationalmannschaft zum Einsatz. Später war er Fußballabteilungsleiter und kurzzeitig Vizepräsident des Vereins.
- Wilfried Kohlars (1962–1971, Mittelfeld, 196/67): 19/0
Kohlars war einer von fünf Spielern, die in allen sieben Bundesligajahren in den 1960ern zum Aufgebot der Münchner Löwen gehörte. Wenn auch oft nur Ergänzungsspieler, erzielte er 45 Tore in der Bundesliga.
- Timo Konietzka (1965–1967, Sturm, 59/39): 33/26
In der Meistersaison war er vereinsinterner Torschützenkönig, ligaweit hinter Lothar Emmerich auf Platz 2. Das erste Tor in der Meisterspielzeit schoss er in der ersten Saisonminute gegen den Aufsteiger FC Bayern.
- Hennes Küppers (1961–1968, Mittelfeld, 212/73): 19/4
Der „Meister des langen Passes“[59] schoss in der Bundesliga für 1860 47 Tore und bereitete 33 weitere vor. Siebenmal spielte er in der Nationalmannschaft und schoss dabei zwei Tore.
- Otto Luttrop (1963–1966, Sturm, 106/21): 22/1
In seinen drei Jahren in München erlebte der wegen seines heftigen Schusses „Atom-Otto“ genannte[60] Offensivspieler Pokalsieg, Europapokalfinale und Meisterschaft. Im Europapokalhalbfinale schoss Luttrop alle drei Tore.
- Bernd Patzke (1964–1969 und 1973–1974, Abwehr, 177/3): 28/0
Als einziger amtierender deutscher Meister fuhr er mit zur WM 1966, kam aber nicht zum Einsatz. Insgesamt bestritt er 18 Länderspiele, mehr als doppelt so viele wie jeder andere deutsche Nationalspieler beim TSV 1860. Mitte der 1980er trainierte er ein Jahr lang die Bayernligamannschaft.
- Željko Perušić (1965–1970, Abwehr, 162/1): 34/0
Von 1965 bis 1968 kam Peru in fast jedem Spiel zum Einsatz. Sein einziges Tor schoss er 1968 im Derby.
- Petar Radenković (1962–1970, Tor, 292/1): 34/0
Der jugoslawische Torwart war acht Jahre lang die „Nummer 1“ beim TSV 1860, nur zu Beginn der Spielzeit 1966/67 wurde er kurzzeitig von Wolfgang Fahrian verdrängt. Radi, der sich selbst als „bestes Torwart von Welt“[61] bezeichnet hatte, war auch für seine Torhüter-untypischen Ausflüge bis in die gegnerische Spielhälfte bekannt. Mit 27 Einsätzen ist er Rekordspieler für 1860 im Europapokal, wo er per Elfmeter auch sein einziges Pflichtspieltor erzielte.
- Hans Rebele (1961–1969 und 1970–1972, Sturm, 231/54): 22/5
Der zweimalige Nationalspieler kam aus der eigenen Jugend und spielte anfangs als Halbstürmer, später als Linksaußen. In 17 Europapokalspielen schoss er acht Tore.
- Hans Reich (1960–1969 und 1974–1976, Abwehr, 287/7): 26/0
1964/65 kam Reich in allen 43 Pflichtspielen der Spielzeit zum Einsatz. Insgesamt spielte er 142-mal in der Bundesliga für den TSV.
- Rudolf Steiner (1960–1969, Abwehr, 206/5): 9/0
Steiner bestritt 118 Bundesligaspiele. 1964 kam er zu seinem einzigen Einsatz in der Nationalelf.
- Manni Wagner (1958–1971, Abwehr, 344/8): 26/0
Mit 344 Pflichtspieleinsätzen ist Wagner Rekordspieler des TSV 1860 nach 1945.
- Rudolf Zeiser (1962–1970, Mittelfeld, 227/11): 12/0
Zeiser, der schon in den 1950ern in der Amateurmannschaft der Sechzger gespielt hatte, kam in 167 Bundesligaspielen zum Einsatz.
- Auch Hans Fischer, Helmut Richert, Wilfried Tepe und Ernst Winterhalter gehörten dem Kader in der Spielzeit 1965/66 an, wurden aber nicht eingesetzt. Torwart Tepe war ein Jahr zuvor zu seinem einzigen Ligaeinsatz für den TSV 1860 gekommen, während Fischer, Richert und Winterhalter weder zuvor noch danach zu einem Einsatz kamen.

#### Auswahl weiterer Spieler
- Josef Braumüller (1905–1920er)
Bereits seit 1902 spielte der Brause in der Jugend der Sechzger. Während der Zeit in der ersten Mannschaft war er Kapitän und Betreuer zugleich. Daneben fungierte er auch als Trainer, Funktionär und Schiedsrichter. Auch in anderen Sportarten wie Turnen, Schwimmen, Faustball, Tennis und Bergsteigen war er aktiv.
- Josef Bruglachner (1908–1923, Abwehr)
Neben Braumüller war der Verteidiger eine der zentralen Personen der Anfangsjahre der Fußballabteilung. In dieser frühen Zeit kam wohl kein anderer Löwenspieler auf mehr Einsätze in diversen regionalen Auswahlmannschaften.
- Sebastian Gabler (1911–1928, Mittelfeld)
Der Wastä zählte als Linksaußen lange Zeit zu den Stützen der Mannschaft. Er bekam zahlreiche Berufungen in verschiedene Auswahl- und Repräsentativmannschaften.
- Franz Piehler (1911–1929, Sturm)
Pietsche Piehler war so lange wie kein anderer auf der Mittelstürmerposition gesetzt. Oft wurde er in diverse Auswahl- und Repräsentativmannschaften berufen.
- Hermann Harlander (1912 bis ca. 1930, Sturm)
 Anfangs als Stürmer, später als Verteidiger überzeugte Harlander durch „überragende Ruhe, Technik, Täuschen und furchtloses Angehen des Gegners“,[62] wie Der Fußball schrieb.
- Karl Faubel (ca. 1913–1929, Sturm)
 Zusammen mit Sebastian Gabler war Faubel jahrelang auf der linken Flügelseite des Löwensturms gesetzt.
- Alois Pledl (ca. 1917–1938, Sturm)
 Alisi, der als Jugendlicher einen Unterarm bei einer Explosion verloren hatte, spielte wegen seiner Technik und Übersicht eine große Rolle in der Mannschaft, die in den späten 1920ern den Weg zum deutschen Spitzenfußball fand. Nach seiner Laufbahn wurde er zum Ehrenspielführer ernannt.
- Max Kob (1919–1932, Torwart)
 Laut Hardy Grüne „vor Radenkovic sicher der beste Torwart, den die Löwen je hatten.“[63] Nach mehreren Verletzungen beendete er 1932 seine Laufbahn.
- Josef Wendl (1924–1945, Abwehr)
 Sepp Wendl bestritt in seinen 21 Jahren über 1.000 Spiele für die Münchner Löwen. Fünfmal spielte er für die Nationalmannschaft. Der Kapitän der Endspielmannschaft von 1931 arbeitete später als Jugendtrainer bei 1860.
- Eugen Kling (1925–1931, Abwehr)
 Am 2. Oktober 1927 bestritt der Verteidiger sein einziges Länderspiel. Damit war er der erste Nationalspieler der Sechzger.
- Josef Hornauer (1926–1928, Sturm)
 1928 gehörte er zum deutschen Aufgebot bei den Olympischen Spielen. Er ist damit in der Geschichte des Vereins der einzige Fußballer, der an den Olympischen Spielen teilnahm. Insgesamt bestritt er 3 Länderspiele.
- Max Schäfer (1927–1937, Sturm, Abwehr)
 In seinem ersten Spiel schoss er drei Tore gegen den FC Bayern. Anfänglich im Sturm, war er später in der Verteidigung gesetzt. 1934 spielte er das einzige Mal in der Nationalmannschaft. Der promovierte Sportlehrer war später mehrmals Trainer der Löwen.
- Otto Oeldenberger (1928–1935, Sturm)
 Der linke Halbstürmer erzielte im Meisterschaftsendspiel 1931 das 1:0. Nachdem er 1934 seine Karriere beendet hatte, half er noch bis Anfang der 1940er als Spieler aus.
- Ludwig Lachner (1929–1934, Sturm)
 Der rechte Halbstürmer spielte achtmal für die Nationalmannschaft. Im Meisterschaftsendspiel 1931 schoss er das zwischenzeitliche 2:1 für 1860. Hardy Grüne bezeichnete Pipin Lachner als den „größte[n] der Zwergerl“.[64]
- Fritz Neumayr (1929–1940, Abwehr)
 Neumayr bildete zusammen mit Sepp Wendl die Stammverteidigung in den 1930ern. Ende der 1930er war er Kapitän.
- Fritz Eiberle (1930–1934, Mittelfeld)
 1933 absolvierte der linke Außenläufer sein einziges Länderspiel.
- Engelbert Schmidhuber (1934–1952, Mittelfeld, 134 bestätigte Pflichtspiele/14 Tore nach 1945)
 Der meist als Linksaußen, manchmal auch als Halbstürmer eingesetzte Schmidhuber schoss im Pokalfinale 1942 das 2:0.
- Ludwig Janda (1938–1943 und 1945–1949, Sturm, 100/41)
 Der kleine linke Halbstürmer zeichnete sich besonders durch seine Technik und Kopfballstärke aus. Ende 1949 ging er als erster deutscher Berufsspieler nach Italien.
- Georg Pledl (1938–1955, Abwehr, 232/9)
 Nach Anfängen als Mittelläufer fand er seinen Stammplatz auf der rechten Verteidigerposition. Nach fast 20 Jahren als Spieler beendete er 1955 seine Karriere. In den 1970ern war er Leiter der Lizenzspielerabteilung und Manager der Löwen
- Georg Bayerer (1939–1949, Mittelfeld, 98/2)
 Der Buale übernahm 1939 die Mittelläuferposition, die zuvor jahrelang Alois Pledl innegehabt hatte. 1967 übernahm er für kurze Zeit die Leitung der Lizenzspielerabteilung.
- Ernst Willimowski (1942–1943, Sturm)
 Als der Panzerschütze 1942 nach München versetzt wurde, schloss er sich dem TSV 1860 an.[65] Mit seinen Toren trug er maßgeblich zum Pokalsieg 1942 bei. Während der anderthalb Jahre in München schoss er in vier Spielen für die Nationalmannschaft sieben Tore.
- Alois Hornauer (1945–1957, Mittelfeld, 243/75)
 Nach seinen 12 aktiven Jahren als linker Zwergerl-Stürmer bei 1860 war er später unter Max Merkel Assistenztrainer.
- Fritz Sommer (1945–1958, Mittelfeld, 312/33)
 Mit 231 Oberligaspielen ist er Rekordspieler des TSV 1860 in dieser Liga.
- Otto Thanner (1946–1952, Sturm, 146/91)
 Biwi Thanner war mit 91 Toren der treffsicherste Sechzger in der Oberliga. 1952 beendete er seine Karriere, nachdem er ein Auge verloren hatte.
- Kurt Mondschein (1949–1959, Sturm, 204/94)
 Der Halbstürmer war in den 1950ern der treffsicherste Vertreter des Münchner Zwergerl-Sturms, wie die Offensivabteilung wegen der geringen Größe mehrerer Spieler damals genannt wurde.
- Ludwig Zausinger (1950–1961, Sturm, 249/40)
 Auch der rechte Flügelstürmer gehörte zum Zwergerl-Sturm der 1950er.
- Ferdinand Börstler (1953–1959, Sturm, 154/69)
 Der Sohn eines früheren Löwen-Torhüters war in den 1950ern einer der treffsichersten Angreifer. Im Alter von 25 Jahren beendete er seine Fußballkarriere und wurde Blumenhändler.
- Johann Auernhammer (1955–1964, Mittelfeld, 209/46)
 Der Linksaußen absolvierte ein Spiel für die B-Nationalmannschaft.
- Alfons Stemmer (1955–1964, Abwehr, 208/16)
 In der Oberliga war der Stemmer Fonse wegen seiner Härte als Stopper gefürchtet. 1963 führte er die Mannschaft als Kapitän in die Bundesliga.
- Rudolf Kölbl (1956–1960 und 1969–1970, Sturm, 103/56)
 49 Tore in drei Oberliga-Spielzeiten führten zu zwei Nominierungen in die B-Nationalmannschaft.
- Engelbert Kraus (1963–1965, Mittelfeld, 28/10)
 1964 kam er zu seinem insgesamt neunten Länderspieleinsatz, dem einzigen während der Zeit in München.
- Ferdinand Keller (1969–1970 und 1972–1976, Sturm, 158/101)

Im Abstiegsjahr noch recht unauffällig, traf er später in den vier Spielzeiten in der 2. Liga 93 Mal ins Tor. Dadurch kam er als einer von nur wenigen deutschen Zweitligaspielern zu einem Einsatz in der deutschen Nationalmannschaft.
- Alfred Kohlhäufl (1973–1979, Mittelfeld, 205/33)
 Schon in der Meistersaison spielte er beim TSV 1860, wurde aber nur in der A-Jugend eingesetzt. Später führte er als Kapitän die Sechzger zweimal zurück in die Bundesliga.
- Georg Metzger (1970–1980, Mittelfeld, 291/77)
 Anfangs auf Rechtsaußen gesetzt, übernahm der Schorsch später die Spielmacherposition. Zusammen mit Kohlhäufl war er in den 1970ern der beliebteste Spieler des TSV.
- Rudi Völler (1980–1982, Sturm, 74/49)
 Als 20-Jähriger schoss er neun Tore in der Bundesliga, ein Jahr später wurde er mit 37 Toren Torschützenkönig in der 2. Bundesliga.
- Joachim Goldstein (1981–1989, Abwehr, 249/15)
 Vor allem während der Bayernligazeit gehörte der Abwehrchef zur Stammbesetzung der Mannschaft, mehrere Jahre lang war er deren Kapitän.
- Andreas Löbmann (1982–1993, Sturm, 226/98)
 Genau wie Goldstein kam auch Löbmann auf 222 Einsätze in der Bayernliga, mit 98 Toren schoss er dabei von allen Spielern mit Abstand die meisten Tore.
- Roland Kneißl (1986–1995, Mittelfeld, 169/61)
 Der Magic übernahm Ende der 1980er die Führungsrolle im Mittelfeld. Nach dem Aufstieg in die Bundesliga wurde er Co-Trainer von Werner Lorant, später übernahm er die Geschäftsführung der Fanartikel GmbH des TSV. Von 2004 bis 2006 war er zudem Geschäftsführer der KGaA.
- Thomas Miller (1989–1997, Abwehr, 223/5)
 Der Finanzbeamte wurde als kompromissloser Abwehrspieler bekannt, auch in der Bundesliga gehörte der Publikumsliebling zur Stammbesetzung der Sechzger.
- Peter Pacult (1993–1995, Sturm, 56/21)
 Die Verpflichtung des damals 33-jährigen österreichischen Nationalspielers im Sommer 1993 war nicht unumstritten. Mit seinen 18 Toren, die Pacult in der Zweitligasaison erzielte, ließ er jedoch die Kritiker verstummen. Danach trainierte er zuerst die Amateurmannschaft, von 2001 bis 2003 die Profimannschaft des TSV 1860.
- Bernhard Winkler (1993–2002, Sturm, 218/94)
 In der ersten Saison stellte er zusammen mit Pacult das Sturmduo, das den Löwen den Wiederaufstieg in die Bundesliga bescherte. Bis 1999 schoss er dort in jeder Saison mindestens 10 Tore. Später gehörte er zum Trainerstab des TSV 1860.
- Olaf Bodden (1994–1998, Sturm, 79/31)
 Der Stürmer schoss in 67 Bundesligaspielen 25 Tore. 1996 erkrankte er am Pfeifferschen Drüsenfieber und musste 1998 seine Karriere im Alter von 30 Jahren beenden. Später trainierte er die Traditionsmannschaft der Löwen.
- Piotr Nowak (1994–1998 Mittelfeld, 106/18)
 Der polnische Nationalspieler war Mitte der 1990er einer der besten Spielmacher der Bundesliga. Er hatte großen Anteil daran, dass sich der TSV 1860 wieder in der höchsten deutschen Fußballklasse etablieren konnte.
- Daniel Borimirow (1995–2003, Mittelfeld, 247/39)
 Der 70-malige bulgarische Nationalspieler kam für den TSV 1860 in 214 Ligaspielen zum Einsatz. Zumeist hatte er keinen Stammplatz, war aber als Joker sehr wertvoll für die Mannschaft.
- Horst Heldt (1995–1999, Mittelfeld, 125/12)
 Der linke Flügelspieler war in den vier Jahren in München bei den Fans beliebt, mit Trainer Lorant gab es jedoch immer wieder Unstimmigkeiten, sodass er im Sommer 1999 den Verein verließ. Im April 1999 hatte er sein erstes Länderspiel bestritten, kurz nach seinem Fortgang sein zweites und zugleich letztes.
- Jens Jeremies (1995–1998, Abwehr, 86/3)
 Jerry Jeremies wurde zumeist als Libero eingesetzt. 1997 wurde er zum ersten deutschen Nationalspieler des TSV 1860 seit 22 Jahren. 1998 wechselte er zum Lokalrivalen FC Bayern, zwei Jahre später erzielte er mit einem Eigentor im Derby den Siegtreffer für die Löwen.
- Harald Cerny (1996–2007, Mittelfeld, 307/22)
 Der Österreicher gehörte zwölf Jahre lang zum Kader des TSV 1860. Zu Bundesligazeiten war er auf der rechten Außenbahn gesetzt und schoss mit die meisten Flanken der Liga. Mit 263 Einsätzen ist er Rekordspieler in der Bundesliga für 1860, ebenso im DFB-Pokal mit 23 Einsätzen.
- Michael Hofmann (1996–2010, Tor, 180/0)
 Von 1996 bis 2010 stand Hofmann im Kader der Löwen, auch wenn er sich dabei oft mit der Rolle des Ersatztorwarts zufriedengeben musste. Kein Spieler seit 1945 gehörte länger zum Aufgebot der Sechzger.
- Abédi Pelé (1996–1998, Mittelfeld, 57/4)
 Der dreimalige Afrikas Fußballer des Jahres hatte in den ersten Monaten in München Anlaufschwierigkeiten. Nach einem halben Jahr wurde er mit seinen technischen und kämpferischen Fähigkeiten zum Publikumsliebling.
- Paul Agostino (1997–2007, Sturm, 216/55)
 Der Australier kam in seinen zehn Jahren in München in 187 Ligaspielen zum Einsatz und schoss 46 Tore. Von den Fans wurde er als „Fußballgott“ gefeiert.
- Thomas Riedl (1999–2001, Mittelfeld, 37/2)
 Sein einziges Ligator schoss Riedl am 27. November 1999, als der TSV mit dem 1:0 über den FC Bayern zum ersten Mal seit über 22 Jahren wieder ein Derby gewann.
- Thomas Häßler (1999–2003, Mittelfeld, 140/26)
 Der Weltmeister von 1990 war in seiner ersten Münchner Spielzeit maßgeblich am erfolgreichen Abschneiden der Mannschaft beteiligt. Die letzten vier seiner 101 Einsätze für die Nationalmannschaft bestritt Icke Häßler während seiner Zeit bei 1860.
- Martin Max (1999–2003, Sturm, 138/71)
 In 112 Bundesligaspielen erzielte Max 51 Tore, 2000 und 2002 holte er sich die Torjägerkanone. 2002 kam er auch zu seinem einzigen Einsatz für die deutsche Nationalmannschaft.
- Daniel Bierofka (2000–2002 und 2007–2014, Mittelfeld, 219/29)
 Sein erstes Spiel für den TSV 1860 bestritt der damals 21-jährige Bierofka im Sommer 2000 in der CL-Qualifikation bei Leeds United. 2002 wurde er in die Nationalmannschaft berufen, er bestritt zwei Länderspiele während seiner Zeit in München und ein weiteres nach seinem Wechsel im Sommer 2002. Fünf Jahre später kehrte Bierofka zu den Münchner Löwen zurück und wurde 2008 Kapitän. Nach seiner aktiven Zeit arbeitete er mehrere Jahre als Trainer beim TSV 1860.
- Torben Hoffmann (2001–2004 und 2005–2010, Abwehr, 243/11)
 Mit einem Jahr Unterbrechung spielte Hoffmann von Januar 2001 bis Juni 2010 bei den Münchner Löwen und kam dabei auf 224 Ligaeinsätze im Abwehrzentrum und auf der linken Verteidigerposition.
- Benjamin Lauth (2001–2004 und 2008–2014, Sturm, 267/93)
 Benny Lauth war einer der ersten Spieler, der das neue Nachwuchsleistungszentrum des TSV 1860 erfolgreich durchlief. Nach neun Jahren in der Jugend rückte er in den Profikader auf und kam 2003 und 2004 zu fünf Einsätzen für die Nationalmannschaft. 2002 erzielte er das Tor des Jahres. Nach dem Abstieg 2004 verließ er den Verein, 2008 kehrte er zurück. In drei Spielzeiten war er Kapitän. Er ist Rekordtorschütze der Löwen im Profifußball.
- Sascha Mölders (2016–2021, Sturm, 211/82)
 Mölders wechselte im Winter der Saison 2015/16 zunächst auf Leihbasis und zur nächsten Saison aus der Reserve des FC Augsburg fest zum TSV 1860. Nach dem Abstieg in der Saison 2016/17 war er neben Jan Mauersberger der einzige Spieler des Profikaders, der dem Verein erhalten blieb. In der Saison 2020/21 wurde Mölders in der 3. Liga Spieler der Saison, ältester Torschützenkönig aller Zeiten in einer deutschen Profiliga und erhielt von den Münchner Fans die Spitznamen „Fußballgott“ und „Wampe von Giesing“. Zum Ende der Hinrunde der Saison 2021/22 wurde sein Vertrag nach internen Differenzen aufgelöst.
- Marco Hiller (2008–2025, Tor, 276/0) Hiller durchlief ab 2008 alle Jugendmannschaften des Vereins. Nach dem Abstieg der Profis von der 2. Bundesliga in die Regionalliga Bayern war Hiller zunächst als Nummer 2 hinter Maximilian Engl eingeplant, der den Verein jedoch verließ, sodass Hiller zur Nummer 1 aufrückte. Trotz einiger interner Duelle wie gegen Hendrik Bonmann oder David Richter konnte sich Hiller immer wieder als Nummer 1 durchsetzen und seinen Status manifestieren. Mit den Profis schaffte er den Aufstieg in die 3. Liga. In den Pokalwettbewerben setzte sich 1860 dank seiner Paraden in fünf von fünf Elfmeterschießen durch, was ihm den Spitznamen „Hiller der Elfmeter-Killer“ oder „Killer-Hiller“ einbrachte. Letzterer Spitzname wurde auf ein T-Shirt bedruckt, welches im Fan-Shop verkauft wurde.[66] Im Sommer 2025 gab der Verein bekannt, dass Marco Hiller den Verein mit Ablauf der Saison 2024/2025 auf eigenen Wunsch verlassen wird.[67] Hiller war zu diesem Zeitpunkt auf Platz 6 der Spieler mit den meisten Einsätzen für den TSV 1860 München.[68]
- Kevin Volland (2007-2012 und 2025- , Sturm, 57/19) Volland wechselte 2007 von Thannhausen in die Jugend der Münchner Löwen und schaffte in der Folge den Sprung zu den Profis. Bereits im Alter von 18 Jahren debütierte er in der zweiten Liga und machte in den folgenden Jahren durch sein großes Talent auf sich aufmerksam. Im Winter der Saison 2010/11 musste Volland aufgrund der finanziellen Engpässe der 60er an die TSG 1899 Hoffenheim verkauft werden, wurde jedoch für die darauffolgenden anderthalb Jahre an die Löwen ausgeliehen, in welchen Volland weiterhin zu überzeugen wusste. Nach Stationen bei Bayer 04 Leverkusen, der AS Monaco und Union Berlin, wobei er sogar mehrmals für die Nationalmannschaft nominiert wurde, kehrte Volland zur Saison 2025/26 zu 1860 zurück. Seine Rückkehr wurde aufgrund seines weiterhin für die 3. Liga überdurchschnittlichem fußballerischem Können von den Fans stark zelebriert.[69]

## Nachwuchs- und Amateurfußball

### Zweite Mannschaft

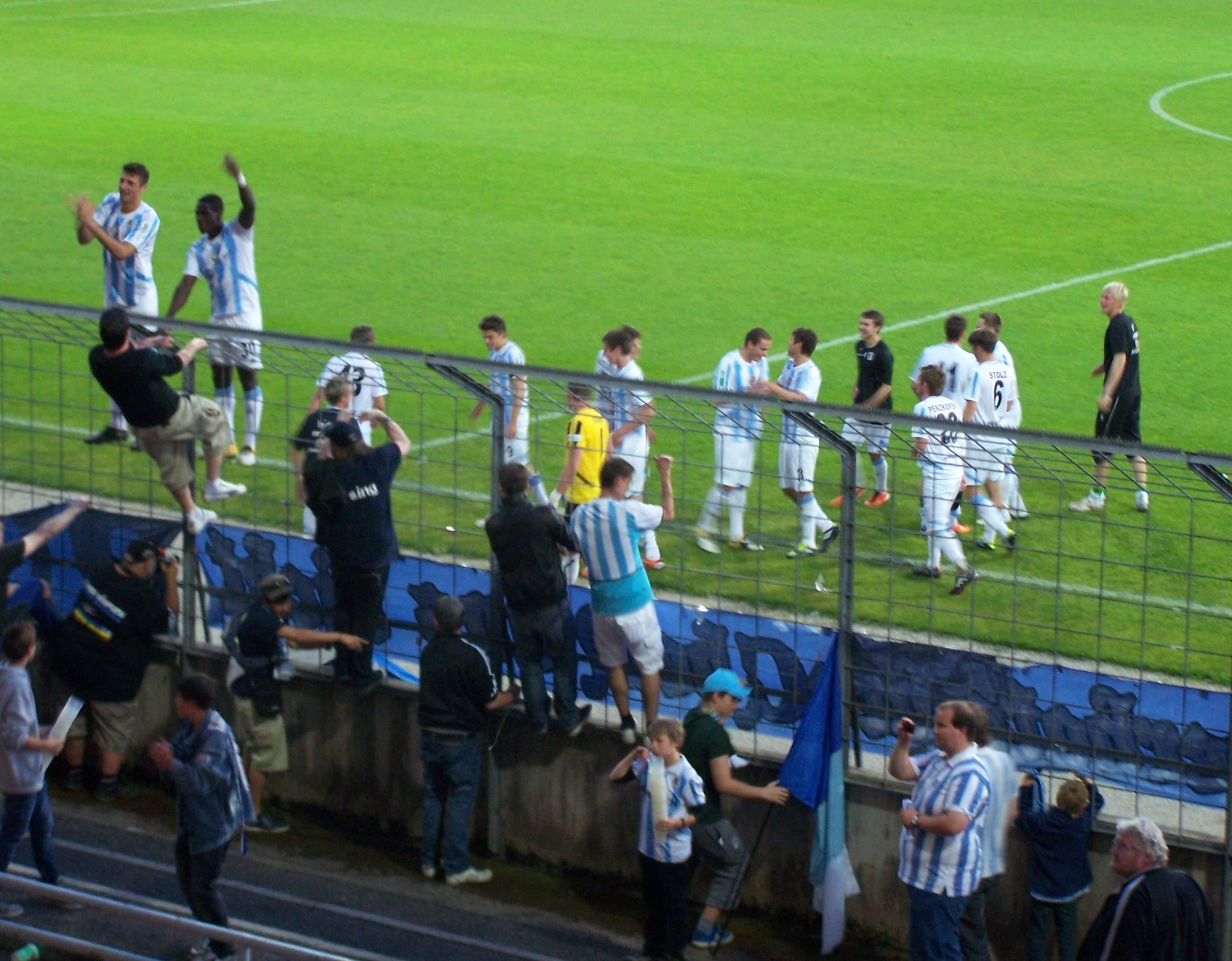
Die U23 nach einem Sieg gegen Hessen Kassel im Mai 2011

Der TSV 1860 München II spielt seit 2017 als U21 in der Bayernliga Süd, die Spiele werden auf dem Trainingsgelände an der Grünwalder Straße 114 ausgetragen. Trainiert werden die kleinen Löwen von Frank Schmöller. Die Abschlussplatzierungen seit 1957 sind unter Saisonbilanzen zu finden.
1959 stieg die Reservemannschaft der Münchner Löwen erstmals in die drittklassige – damals zweigeteilte – Bayernliga auf. 1961 erreichte die Mannschaft in der Südstaffel den ersten Platz. Das Entscheidungsspiel gegen den 1. FC Haßfurt, dem Sieger der Nordstaffel, in dem normalerweise der Aufsteiger in die II. Division ausgespielt worden wäre, fand jedoch nicht statt, weil die Amateurmannschaft des TSV 1860 prinzipiell nicht zum Aufstieg berechtigt war. 1963 stieg die Mannschaft in die neugegründete viertklassige Landesliga Süd ab.
In dieser konnte sich die Amateurmannschaft der Sechzger – unterbrochen von zwei Spielzeiten in der Bezirksliga Oberbayern – bis 1976 halten. Nach weiteren vier Jahren in der Bezirksliga gelang 1980 der Wiederaufstieg in die Landesliga. Die Spielzeit 1981/82 schlossen die 1860 Amateure zwar auf Platz 2 ab, da aber der ersten Mannschaft die Lizenz für die 2. Bundesliga entzogen wurde, entschied sich der Verein dafür, mit der Reservemannschaft einige Ligen tiefer neu zu beginnen. Während die erste Mannschaft fast ein Jahrzehnt lang in der Bayernliga verblieb, spielte die zweite Mannschaft in den unteren oberbayerischen und Münchner Fußballligen.
1990, ein Jahr bevor die erste Mannschaft in den bezahlten Fußball zurückkehrte, stieg die zweite Mannschaft in die fünftklassige Bezirksoberliga Oberbayern auf, in der sie bis 1995 blieb. Von 1995 bis 1997 stiegen die 1860 Amateure – wie die Profimannschaft in den Jahren zuvor – zweimal in Folge auf und traten ab der Spielzeit 1997/98 in der drittklassigen Regionalliga Süd an. Nach drei Saisonabschlussplatzierungen im Mittelfeld, stiegen sie 2001 wieder in die Bayernliga ab.
Die Mannschaft wurde fortan als U23 weitergeführt, um junge Spieler an die erste Mannschaft heranzuführen. Nachdem die kleinen Löwen 2002 und 2003 die Spielzeit jeweils auf Platz 2 abgeschlossen hatten, kehrten sie 2004 als Bayernligameister wieder in die Regionalliga zurück. In den folgenden beiden Spielzeiten wären sie jeweils sportlich abgestiegen, verblieben jedoch in der Regionalliga, da andere Vereine keine neue Lizenz mehr erhielten. 2007 sicherte 1860 II den Klassenverbleib erst am letzten Spieltag durch einen 8:3-Sieg in Kassel. 2008 verpasste die Mannschaft die Qualifikation zur neuen 3. Liga um drei Punkte.
Die ersten drei Spielzeiten der neuen viertklassigen Regionalliga schloss 1860 II im Mittelfeld ab. In der vierten und letzten Saison in der Regionalliga Süd wurden die kleinen Löwen 13.
Im Zuge der Einführung der Regionalliga Bayern zur Spielzeit 2012/13 wurde die Funktion der zweiten Mannschaft erneut geändert. Sie wird ab sofort als U21 geführt. Der Kader soll neben zwei Torhütern 15 Feldspieler stark sein, von denen jeweils fünf aus dem älteren A-Jugend-Jahrgang, aus dem ersten und dem zweiten Erwachsenenjahrgang stammen sollen. Bei Spielen wird der Kader mit Reservespielern der ersten Mannschaft aufgefüllt. Der Gesamtetat der zweiten Mannschaft wurde dabei von 1,6 Mio. Euro auf 500.000 Euro gekürzt. Am Ende der Premierensaison der Regionalliga Bayern standen die kleinen Löwen auf Platz 1 und qualifizierten sich damit für die Aufstiegsrunde zur 3. Liga, in der sie an der SV Elversberg mit 2:3 und 1:1 scheiterten. In den Spielzeiten 2013/14 und 2014/15 erreichten sie jeweils Platz 3. Nach Platz 10 in der Spielzeit 2015/16 und Platz 2 2016/17 standen die kleinen Sechzger damit nach fünf Spielzeiten auf dem zweiten Platz der ewigen Tabelle der Regionalliga Bayern.
Nach dem Abstieg der ersten Mannschaft 2017 stieg die zweite Mannschaft zwangsweise aus der Regionalliga ab. Sie tritt seit der Spielzeit 2017/18 in der fünftklassigen Bayernliga an.
Für den DFB-Pokal konnten sich die kleinen Löwen im Gegensatz zu den Reservemannschaften anderen Bundesligisten nie qualifizieren. 1997, 1998 und 2003 gewannen sie zwar den Toto-Pokal auf oberbayerischer Ebene, auf gesamtbayerischer Ebene – wo ein Sieg zur Teilnahme am DFB-Pokal berechtigt – konnten sie sich nicht durchsetzen.
Trainiert wurde die Reservemannschaft des TSV 1860 oftmals von ehemaligen Spielern der Löwen, zum Beispiel Bernhard Winkler und Daniel Bierofka. In der jüngeren Vergangenheit wurden viele der Trainer der zweiten Mannschaft später Cheftrainer der Profis, beispielsweise Reiner Maurer, Torsten Fröhling und Daniel Bierofka.

### Nachwuchsleistungszentrum

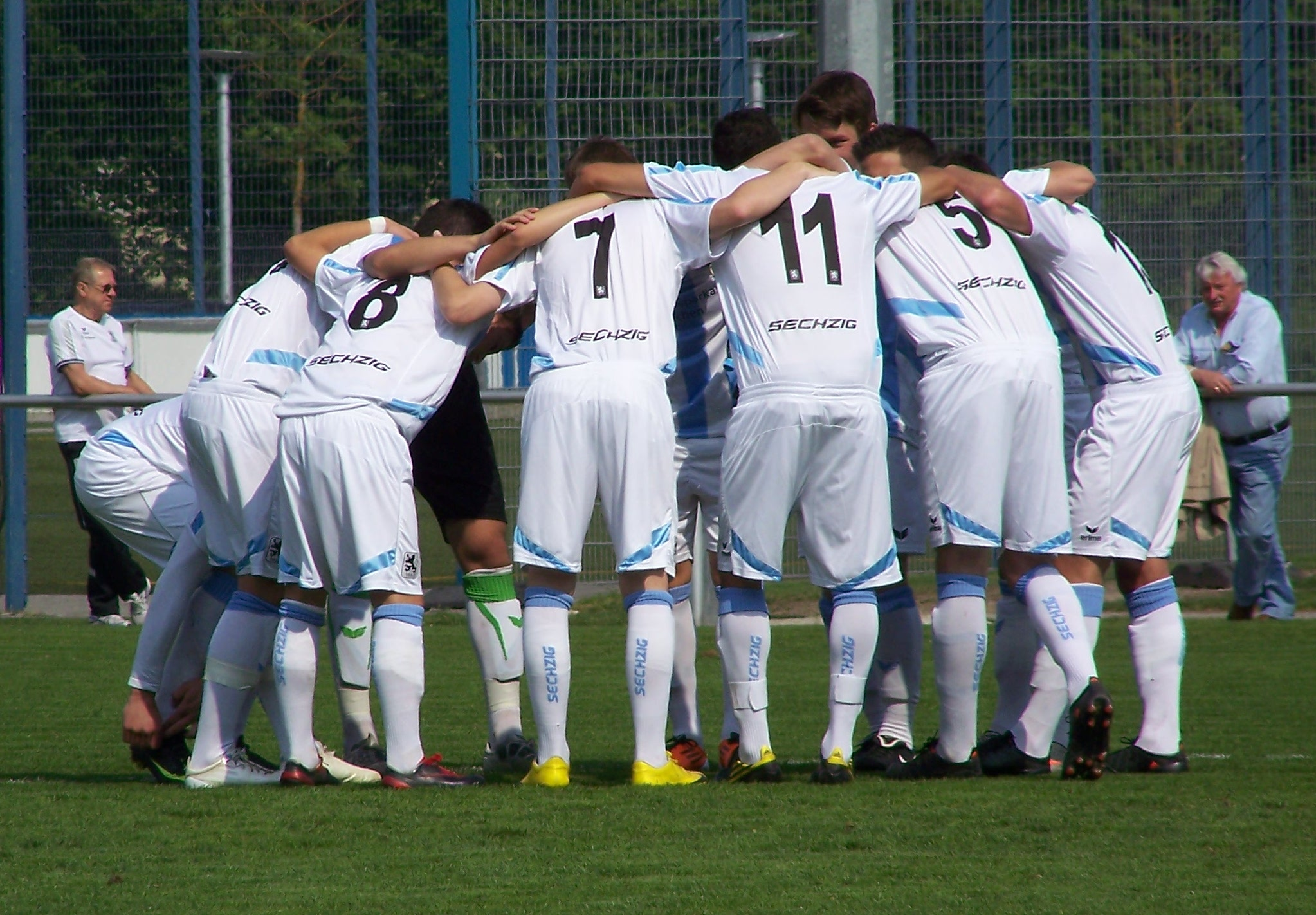
Die U17 vor dem Bundesligaspiel gegen Kaiserslautern im Mai 2011

Die A-Jugend-Mannschaft (U19) spielt derzeit in der A-Junioren-Bundesliga, der höchsten Liga, ebenso wie die U17, die in der B-Junioren-Bundesliga antritt. Auch alle weiteren Nachwuchsmannschaften spielen in der jeweils höchsten Spielklasse.
Größte Erfolge waren der Gewinn der deutschen B-Junioren-Meisterschaft 2006 und die DFB-Junioren-Vereinspokalsiege 2000 und 2007. Weitere Erfolge sind auf der Unterseite Daten aufgelistet.
Das damals von Ernst Tanner geleitete Nachwuchsleistungszentrum (NLZ) des TSV 1860 wurde 2008 von der Prüfungskommission des DFB und der DFL mit drei Sternen ausgezeichnet und belegt in der Rangliste der deutschen Profivereine einen der vorderen Plätze. Im Sommer 2009 übernahm Jürgen Jung die Leitung des NLZs. 2011 wurde das NLZ erneut mit drei von drei möglichen Sternen ausgezeichnet. Im Januar 2012 verließ Jung den Verein, die Leitung des NZLs übernahm Wolfgang Schellenberg, der gleichzeitig zweiter Assistenztrainer der Profimannschaft ist. 2014 erhielt das NLZ erneut drei Sterne, zusätzlich wurde ein Bonusstern aufgrund der Durchlässigkeit zwischen Nachwuchs- und Profibereich vergeben. 2018 folgte erneut die Auszeichnung mit drei Sternen.
Seit 2002 gehörten insgesamt 86 Spieler, die zuvor mindestens seit der U19 beim TSV 1860 gespielt hatten, später auch dem Profikader der Löwen an.

### Dritte und vierte Mannschaft
Seit der Spielzeit 2011/12 tritt der TSV 1860 mit einer dritten Mannschaft in der A-Klasse und einer vierten Mannschaft in der C-Klasse an. Dazu ging der Verein eine Spielgemeinschaft mit dem TraditionsSportVerein Weiß-Blau Sechzgerstadion ein. Dieser war 2003 von Fans des TSV 1860 gegründet worden und nahm ab 2004 am Ligabetrieb teil. Bis 2007 stieg die Mannschaft in die A-Klasse auf, in der sie sich bis 2011 halten konnte. Eine zweite Mannschaft von Weiß-Blau Sechzgerstadion spielte seit 2007 in der C-Klasse.
In der ersten Saison verpassten beide Mannschaften den Aufstieg knapp. Die dritte Mannschaft stieg 2013 in die Kreisklasse auf, die vierte 2014 in die B-Klasse. 2016 stieg die Dritte in die Kreisliga auf, die Vierte 2017 in die A-Klasse. Die Dritte stieg 2020 in die Kreisklasse wieder ab, schaffte aber 2023 wieder den Aufstieg in die Kreisliga. Die vierte Mannschaft stieg 2022 in die Kreisklasse auf. In der Saison 2023/24 spielt 1860 III in der Kreisliga München 2, 1860 IV in der Kreisklasse München 3.

### Futsal
2016 gründeten die Löwen eine Futsal-Mannschaft., 2018 konnten die Löwen durch den Verzicht eines Konkurrenten in die erstklassige Futsal-Regionalliga Süd aufsteigen nach nur einer Saison in der Erstklassigkeit stiegen sie aber wieder in die Futsal-Bayernliga ab. 2019 gewannen die Futsal-Löwen den erstmals ausgetragenen Verbandspokal des BFV.
In der Saison 2022/23 spielen die Löwen in der Futsal-Regionalliga Süd.

#### C-Junioren
Die C-Junioren des TSV 1860 München konnten im Jahr 2023 die Deutsche Futsal-Meisterschaft des DFB in Duisburg gewinnen. Dies war der größte Erfolg des TSV im Futsal und auch der jüngste große Erfolg des NLZs in der Vereinsgeschichte.

### Frauenfußball
Schon in den 1970er Jahren gab es beim TSV 1860 Frauen, die Fußball spielten. Nach dem Lizenzentzug 1982 gab es für die Frauenfußballabteilung keine Möglichkeit zur Fortführung. Anfang der 2000er ging 1860 für einige Jahre eine Kooperation mit dem FFC Wacker München ein, die sich hauptsächlich auf Erfahrungsaustausch und gemeinsame Einheiten im Nachwuchsbereich erstreckte.
Im August 2020 wurde innerhalb der Fußballabteilung eine Unterabteilung für Frauenfußball gegründet. Bedingt durch die COVID-19-Pandemie konnten die ersten Testspiele erst im Juli 2021 stattfinden. Die Frauschaft trainiert im Sportpark Freiham und trägt – wie die dritte und vierte Mannschaft – auf der Sportanlage St.-Martin-Straße in Obergiesing ihre Spiele aus. Im Herbst 2021 stieg die erste Frauenmannschaft in den Spielbetrieb des BFV ein und trat in der A-Klasse München 01 an, der zehnten und niedrigsten Klasse des Ligensystems. Dort schaffte sie unmittelbar den Aufstieg in die Kreisklasse und 2024 den Aufstieg in die Kreisliga.

### Weitere Mannschaften und Unterabteilungen
Die Traditionsmannschaft, der zahlreiche ehemalige Löwenspieler angehören, nimmt nicht am Ligabetrieb teil. Das ehemals von Matthias Imhof und Jürgen Korus geleitete Team trat bis 2016 hauptsächlich zu Freundschafts- und Benefizspielen an. Im Jahr 2009 konnte die Traditionself im dritten Anlauf den Löwen Cup – ein Kleinfeldturnier mit Mannschaften aus verschiedenen Bereichen und Umfeld des TSV 1860 – für sich entscheiden; 2010 verteidigte sie den Titel. Ende 2017 wurde die Mannschaft unter der Führung von Michael Hofmann reaktiviert, wobei auch diese lediglich Freundschaftsspiele und ausschließlich für Traditionsmannschaften ausgetragene Turniere bestreitet.
Die Alte-Herren-Mannschaften nehmen am regulären Ligabetrieb in den Kategorien Senioren A (Ü32) und Senioren C (Ü45) teil. Beide Mannschaften stiegen 2019 in die Kreisliga auf.
Darüber hinaus unterhält der Verein eine Schiedsrichterabteilung. Die Unparteiischen des TSV 1860 sind für Spiele auf lokaler Ebene bis hin zu Ligaspielen auf oberbayerischer Ebene qualifiziert.
Der vereinseigene Ordnungsdienst nennt sich Security-Löwen. Die rund 65 Mitglieder regeln die Sicherheit bei Spielen und weiteren Veranstaltungen des Vereins.
Ab 2016 stellte der Verein, innerhalb einer Spielgemeinschaft mit wechselnden Partnern, eine Mannschaft in der Blindenfußball-Bundesliga. Aufgrund von diversen Abspracheschwierigkeiten mit den Partnern der Spielgemeinschaft und weil nicht ausreichend Spieler für eine eigene Mannschaft zur Verfügung stehen, ruht dieses Engagement derzeit.

## Erfolge im Fußball
Hier sind Titel und Erfolge der Erwachsenenmannschaften gelistet. Titel und Erfolge der Juniorenmannschaften sind unter TSV 1860 München/Daten zu finden.

### Meisterschaften
- Deutscher Meister: 1966
- DFB-Pokalsieger: 1942, 1964
- DFB-Hallenpokalsieger: 1996
- Süddeutscher Meister: 1963

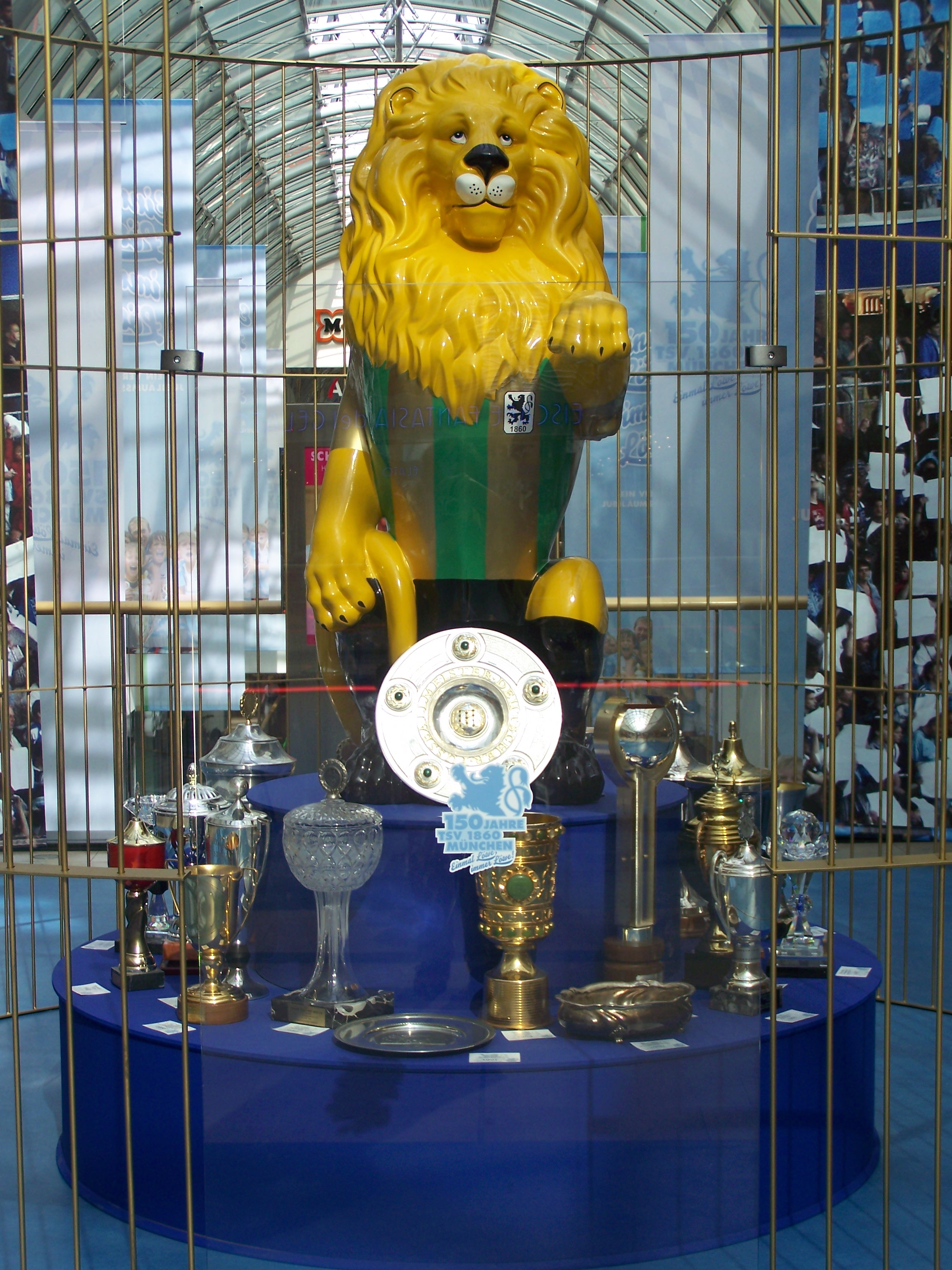
„Pokalkäfig“ auf der Jubiläumsausstellung in den Riem Arcaden

- Süddeutscher Zweitliga-Meister: 1955, 1957, 1979
- Bayerischer Meister: 1941 (II), 1984 (III), 1991 (III), 1993 (III), 2018 (IV),
 1997 (Amateure), 2004 (2. Mannschaft), 2013 (2. Mannschaft)
- Bayerischer Toto-Pokalsieger: 2020
- Südbayerischer Meister: 1943 (II), 1961 (III) (2. Mannschaft)

### Weitere Erfolge
- Deutscher Vizemeister: 1931, 1967
- Süddeutscher Vizemeister: 1948
- Süddeutscher Zweitliga-Vizemeister: 1977
- Finalist im Europapokal der Pokalsieger: 1965
- Europapokal der Landesmeister-Teilnehmer 1966/67
- Champions-League-Qualifikationsteilnehmer: 2000
- UEFA-Pokal-Teilnehmer: 1997, 2000
- 18-mal Spitzenreiter der Bundesliga.
- Platz 22 der ewigen Tabelle der Bundesliga mit 884 Punkten.

### Erfolge von Spielern des TSV 1860 München
Torschützenkönig (Bundesliga):
- 1965: Rudolf Brunnenmeier (24 Tore)
- 2000: Martin Max (19 Tore)
- 2002: Martin Max (18 Tore)

Torschützenkönig (2. Bundesliga):
- 1982: Rudi Völler (37 Tore)

Torschützenkönig (3. Liga):
- 2021: Sascha Mölders (22 Tore)
- 2022: Marcel Bär (21 Tore)

Tor des Jahres:
- 2002: Benjamin Lauth zum 3:2 für die deutsche Nationalmannschaft gegen eine Auswahl in der Bundesliga spielender Ausländer

Tor des Monats:
- Juli 1977: Jan Højland Nielsen im DFB-Pokalspiel im Münchner Olympiastadion gegen Arminia Bielefeld zum 1:0 (Endstand 4:2)
- Januar 1982: Wolfgang Sidka im Spiel gegen den VfL Osnabrück
- November 1999: Thomas Riedl zum 1:0 gegen den FC Bayern
- Dezember 2002: Benjamin Lauth zum 3:2 für die deutsche Nationalmannschaft gegen eine Auswahl in der Bundesliga spielender Ausländer
- Juli 2003: Klaus Fischer für die Traditionsmannschaft gegen die Altstars des FC Bayern
- November 2004: Matthias Lehmann gegen den 1. FC Saarbrücken
- Mai 2016: Florian Neuhaus im Halbfinal-Hinspiel der U19-Meisterschaft bei Borussia Dortmund in der 89. Minute zum 1:2 Endstand[96]
- September 2024: Thore Jacobsen gegen Arminia Bielefeld

Fritz-Walter-Medaille des DFB für Nachwuchsspieler:
- 2006: Lars Bender (Gold Jahrgang 1989)
- 2006: Sven Bender (Bronze Jahrgang 1989)
- 2006: Alexander Eberlein (Silber Jahrgang 1988)
- 2008: Florian Jungwirth (Silber Jahrgang 1989)
- 2010: Peniel Mlapa (Gold Jahrgang 1991)
- 2011: Kevin Volland (Bronze Jahrgang 1992)

## Spielstätten

### Anfangszeiten
Als die Fußballer des TV 1860 am 27. Juli 1902 ihr erstes Spiel austrugen, fand dieses auf der Schyrenwiese statt. Dieser „Jugendturnspielplatz“ war 1896 von der Stadt errichtet worden und wurde nun der Spielmannschaft des TV 1860 „zum Zwecke der Spielpropaganda“ zur Verfügung gestellt. Nachdem den Sechzgern im Frühjahr 1904 die weitere Nutzung der Schyrenwiese untersagt worden war, fanden sie erst am Heumarkt, kurz darauf am Flaucher eine neue Spielstätte. Beide Stätten waren allerdings zum Fußballspielen nur bedingt geeignet, sodass sich die Spieler im Sommer 1904 eine neue Spielstätte suchten. Diese fanden sie in Holzapfelkreuth, wo der TV 1860 einen eigenen Waldspielplatz errichtete, der am 9. August 1904 eröffnet wurde. Da dieser Platz aber relativ abgelegen war, wurde er bald nur noch sonntags genutzt, werktags trainierten die Fußballer auf der Theresienwiese. 1908 pachtete Wilhelm Hilber, der als Halbstürmer in der dritten Mannschaft spielte, eine umzäunte Wiese am Giesinger Alpenplatz. Der Platz wurde jedoch bald zu klein für die acht Mannschaften, die im TV 1860 im Jahr 1910 Fußball spielten. Anfang des Jahres 1911 zogen die Sechzger zum fünften Mal in ihrer erst zwölfjährigen Fußballgeschichte um.

### Sechzgerplatz und Sechzgerstadion

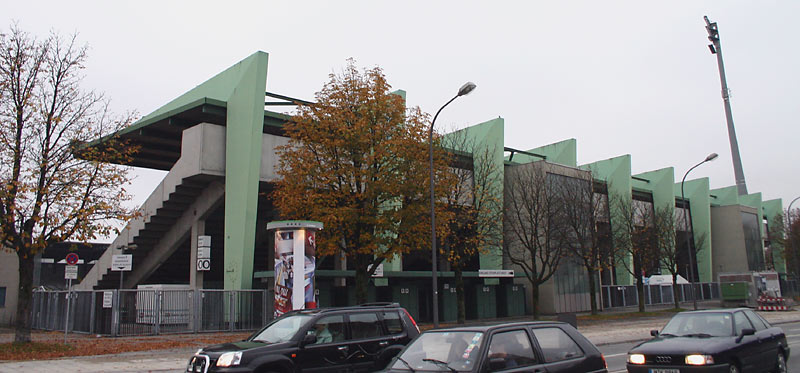
Die Stehhalle des Grünwalder Stadions

Hilber pachtete ein bis dahin landwirtschaftlich genutztes Gelände an der Grünwalder Straße im Süden Giesings. Im Frühjahr 1911 wurde darauf ein Sportplatz mit Tribüne errichtet, am 23. April wurde das erste Spiel ausgetragen. 1922 kaufte 1860 das bisher gepachtete Gelände und baute den Sechzgerplatz in den folgenden Jahren zum Sechzgerstadion aus, Ende 1925 war das Stadion an der Grünwalder Straße errichtet. 1937 musste das Stadion an die Stadt verkauft werden, um Schulden zu tilgen. Nach der Zerstörung im Zweiten Weltkrieg wurden bis 1958 neue Tribünen auf allen Seiten des Stadions errichtet, es fasste nun rund 50.000 Zuschauer. Bereits 1948 war der Zuschauerrekord aufgestellt worden, als sich 58.200 Zuschauer beim Aufeinandertreffen des TSV 1860 und des 1. FC Nürnberg um das Spielfeld drängten. In den 1960er Jahren feierten die Löwen im Grünwalder Stadion ihre größten sportlichen Erfolge.
Während der beiden Weltkriege wurde das Stadion an der Grünwalder Straße zeitweise gesperrt. 1916 bis 1917 diente hauptsächlich das Stadion des MTV 1879 als Ausweichspielstätte, 1943 bis 1945 das Dantestadion und das Poststadion an der Arnulfstraße. Vor der Vollendung des Stadionbaus 1926 wichen die Sechzger für einige publikumsträchtige Spiele auf den Platz des FC Teutonia am Oberwiesenfeld aus. 1946 musste das Oberligaheimspiel gegen den VfB Stuttgart im Neckarstadion ausgetragen werden, da das Stadion wegen Ausschreitungen bei einem Heimspiel des FC Bayern eine Woche zuvor gesperrt worden war. 1970 wurde aufgrund einer Terminkollision mit den Stadionmitnutzern FC Bayern und FC Wacker eine Regionalligapartie im Dantestadion gespielt.

### Olympiastadion und zeitweise Rückkehr nach Giesing

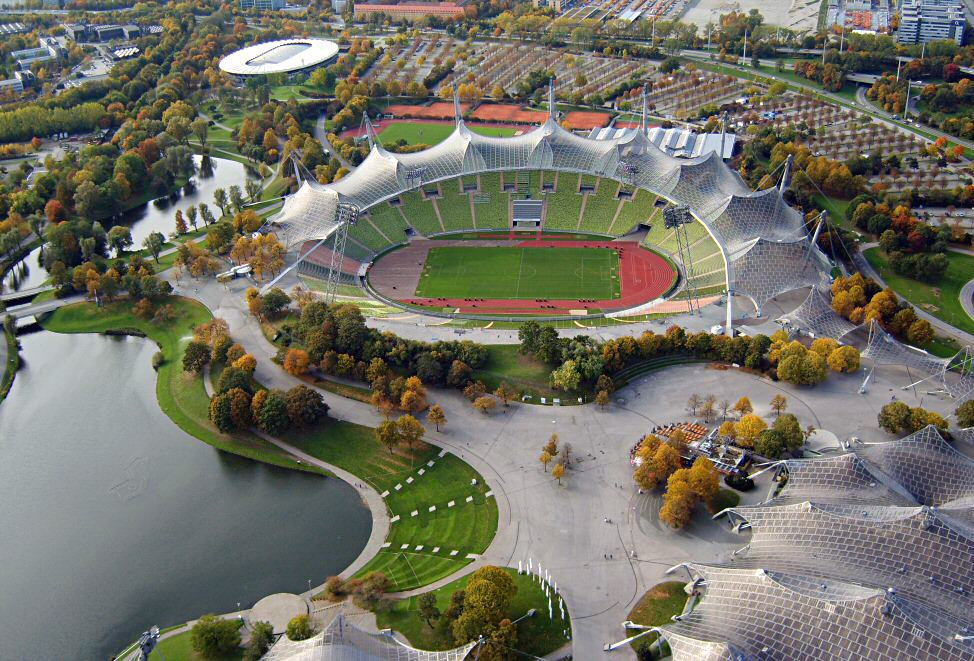
Olympiastadion

Ende 1972 zogen sie in das zu den Olympischen Spielen 1972 errichtete Olympiastadion am Oberwiesenfeld um. Im Sommer 1973 wurde dort im Spiel gegen den FC Augsburg mit geschätzten 90.000 bis 100.000 Zuschauern der Zuschauerrekord im damals offiziell knapp 80.000 Leute fassenden Stadion aufgestellt. Bis 1982 pendelte der TSV 1860 nun in unregelmäßigen Abständen zwischen Olympiastadion und Grünwalder Stadion. Erst mit dem Lizenzentzug kehrten die Löwen wieder für über ein Jahrzehnt heim auf Giesings Höhen. Doch auch in der Bayernligazeit wurden einige Spiele im Olympiastadion ausgetragen, jeweils einmal mussten die Sechzger sogar ihre Heimspiele in Erding, Lohhof, Fürstenfeldbruck und Vaterstetten ausrichten, da aufgrund von Zuschauerausschreitungen eine Platzsperre für das Grünwalder Stadion verhängt worden war. Mehrere Pokalspiele fanden am Trainingsgelände statt.
Stadionsprecher zwischen 1982 und 1991 war der Schauspieler und Moderator Werner Schulze-Erdel.
Als 1860 1994 wieder ins Fußball-Oberhaus zurückgekehrt war, trugen die Löwen die Mehrzahl der Heimspiele im Stadion an der Grünwalder Straße aus, vier Spiele mit erhöhtem Sicherheitsrisiko fanden im Olympiastadion statt. Nach der Saison 1994/95 zog der TSV 1860 scheinbar endgültig ins Olympiastadion, wo er bis zum Abstieg im Sommer 2004 blieb. Nur für einige UI-Cup-Spiele wichen die Sechzger ins Grünwalder Stadion und ins Augsburger Rosenaustadion aus. In der Spielzeit 2004/05 wurden wie zehn Jahre zuvor die meisten Spiele auf Giesings Höhen ausgetragen, sechs sicherheitsrelevante Spiele im Olympiastadion.

### Allianz Arena

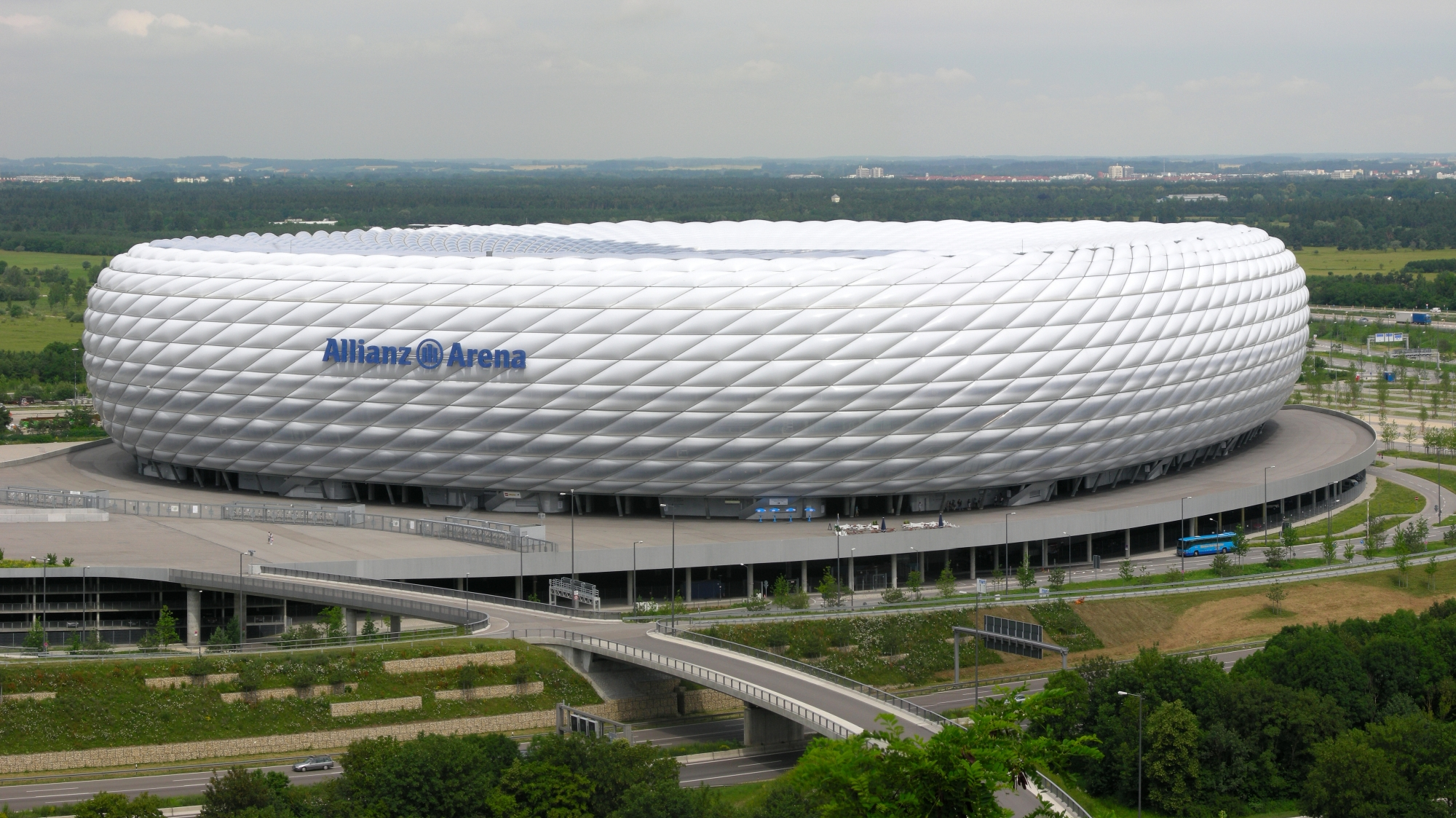
Allianz Arena

Am 30. Mai 2005 eröffnete der TSV 1860 mit einem Spiel gegen den 1. FC Nürnberg die im Münchner Norden neu errichtete Allianz Arena, die die beiden großen Münchner Vereine gemeinsam geplant und gebaut hatten. Eine Besonderheit der Arena ist die aus ETFE-Folienkissen bestehende Fassade, die blau, weiß oder rot beleuchtet werden kann. Ein Jahr vor der Fertigstellung waren der damalige Präsident Karl-Heinz Wildmoser und sein gleichnamiger Sohn, der zu diesem Zeitpunkt Geschäftsführer der KGaA gewesen war, wegen Verdachts auf Untreue und Bestechlichkeit bei der Ausschreibung des Projekts verhaftet worden. Bis April 2006 gehörte die Allianz Arena GmbH jeweils zur Hälfte den beiden Münchner Vereinen, dann aber musste der TSV 1860 seine Anteile an der Arena, in der einige Wochen später das Eröffnungsspiel der WM 2006 stattfand, an den FC Bayern verkaufen, um eine drohende Insolvenz abzuwenden. Gleichzeitig unterschrieb der damalige Geschäftsführer Stefan Ziffzer einen bis 2025 gültigen Mietvertrag mit der Allianz Arena GmbH. Vertreter und Anhänger des TSV 1860 äußerten in der folgenden Zeit immer wieder Bedenken über den Verbleib des TSV 1860 in der Arena, die zu überdimensioniert für die Ansprüche der Münchner Löwen sei. Die hohen Mietkosten wurden trotz der für Zweitliga-Verhältnisse hohen Zuschauerzahlen immer wieder für die angespannte Finanzlage der 1860 München KGaA verantwortlich gemacht.
Im März 2009 wurde schließlich vom Verein eine „Projektgruppe Stadionzukunft“ eingesetzt, die sich in den folgenden Monaten mit Lösungsansätzen auseinandersetzte, die dem TSV 1860 mittel- und langfristig eine Verbesserung der Stadionsituation bringen sollen. Anfang November 2009 veröffentlichte die Gruppe ihre Ergebnisse, in denen sie sich einstimmig für eine Rückkehr in ein auf 30.000 bis 35.000 Zuschauer fassendes ausgebautes Grünwalder Stadion aussprach. Die Stadt als Eigentümer des Stadions an der Grünwalder Straße lehnte diese Pläne allerdings ab.

### Rückkehr ins Sechzgerstadion

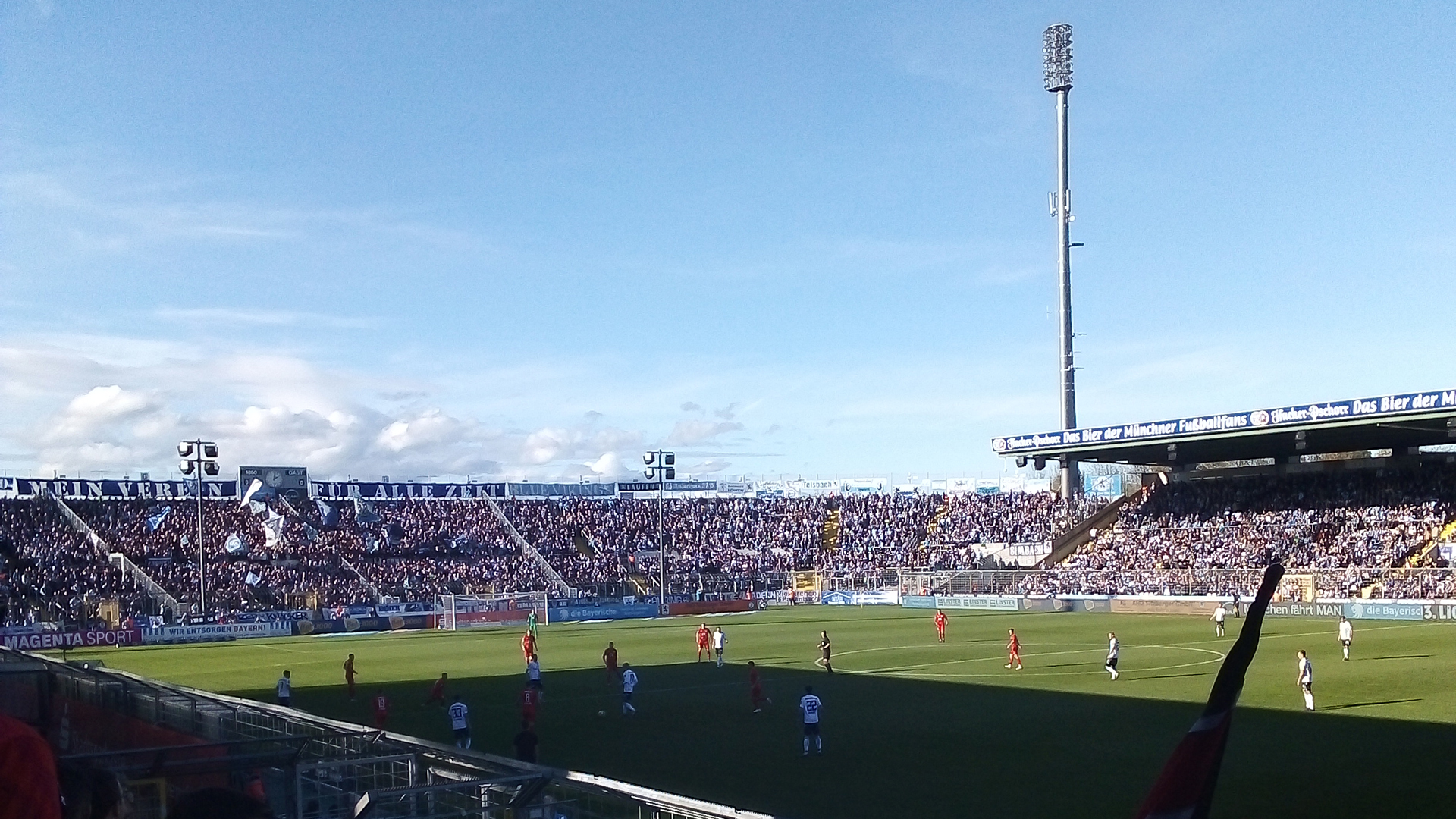
Innenansicht des Grünwalder Stadion

Nach dem Abstieg aus der 2. Bundesliga und dem Drittliga-Lizenzentzug zum Ende der Spielzeit 2016/17 wurde für den Neustart in der Regionalliga Bayern die Rückkehr ins Sechzgerstadion angestrebt. Am 11. Juli 2017 wurde der Mietvertrag mit der Allianz Arena aufgelöst:

„Mit Beendigung des Mietvertrages ist die Allianz Arena nicht mehr Spielstätte des TSV 1860 München, eine spätere Rückkehr ist ausgeschlossen.“

### Trainingsgelände
Am Vereinsgelände an der heutigen Grünwalder Straße 114 spielen seit 1928 die Nachwuchsmannschaften und niederklassige Amateurmannschaften des TSV 1860. 1968 errichtete der Verein ein Umkleide- und Verwaltungsgebäude. In den 1990er Jahren wurde die heutige Geschäftsstelle und das Gebäude des Jugendinternats gebaut. Im Jahr 2012 gibt es auf dem Gelände vier Spielfelder und einen Kunstrasenplatz.

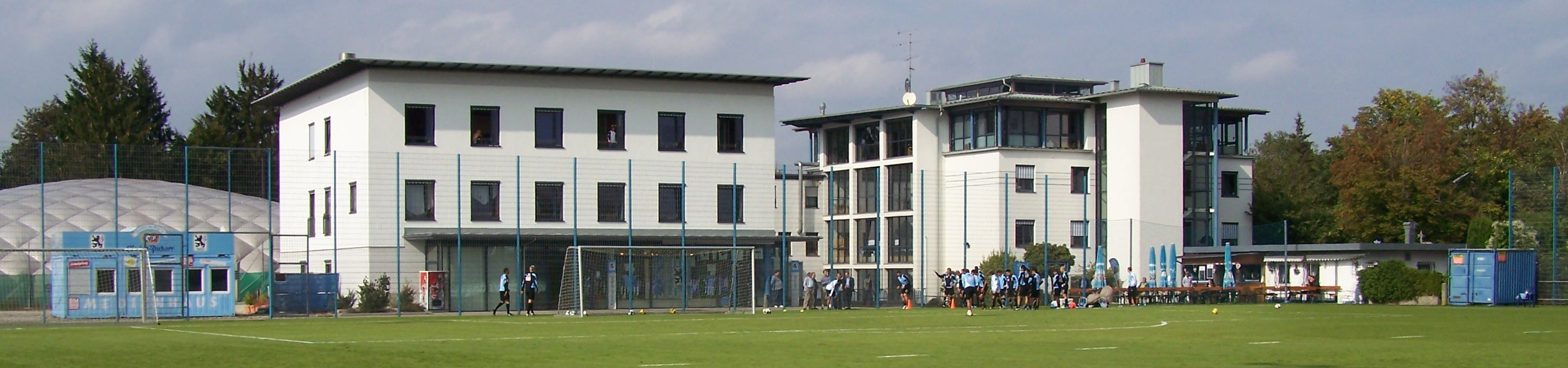
Von links nach rechts: „Medienhaus“ – Kartenvorverkauf und Fanshop, darüber das Jugendinternat – Geschäftsstelle – Löwenstüberl

## Sponsoren
| Zeitraum  | Ausrüster         | Sponsor                 | Branche               |
| --------- | ----------------- | ----------------------- | --------------------- |
| 1963–1973 | Adidas            | kein Sponsor            | kein Sponsor          |
| 1973–1976 | Adidas            | Frucade                 | Getränke              |
| 1976–1979 | Puma              | Frucade                 | Getränke              |
| 1979–1981 | Puma              | Beiersdorf              | Hautpflege            |
| 1981–1983 | Puma              | Hedos                   | Bekleidung            |
| 1983–1986 | Puma              | Vereinigte Versicherung | Versicherung          |
| 1986–1988 | Puma              | Löwenbräu               | Brauerei              |
| 1988–1990 | Puma              | Karnehm                 | Möbel                 |
| 1990–1991 | Puma              | Hacker-Pschorr          | Brauerei              |
| 1991–1993 | Puma              | Lancia                  | Automobile            |
| 1993–1994 | Lotto             | Ha-Ra                   | Reinigung             |
| 1994–1995 | Lotto             | Löwenbräu               | Brauerei              |
| 1995–1999 | Nike              | Löwenbräu               | Brauerei              |
| 1999–2002 | Nike              | FTI                     | Touristik             |
| 2002–2005 | Nike              | Liqui Moly              | Schmierstoffe         |
| 2005–2006 | Nike              | Festina                 | Uhren                 |
| 2006–2007 | Kappa             | Bwin                    | Sportwetten           |
| 2007–2008 | Kappa             | Trenkwalder             | Personaldienstleister |
| 2008–2009 | Erima             | Trenkwalder             | Personaldienstleister |
| 2009–2010 | Erima             | Liqui Moly              | Schmierstoffe         |
| 2010–2011 | Erima             | Comarch                 | Software              |
| 2011–2013 | Uhlsport          | Aston Martin            | Automobile            |
| 2013–2015 | Uhlsport          | Volkswagen              | Automobile            |
| 2015–2016 | Macron            | Volkswagen              | Automobile            |
| 2016–2020 | Macron            | Die Bayerische          | Versicherung          |
| 2020–2025 | 11teamsports/Nike | Die Bayerische          | Versicherung          |
| 2025–     | Joma              | Die Bayerische          | Versicherung          |

### Ausrüster
Als der TSV 1860 ab Sommer 1963 an der ersten Bundesligasaison teilnahm, trug die Mannschaft ihre Spiele in Trikots und Hosen von adidas aus. Bis 1976 war adidas der offizielle Ausrüster der Münchner Löwen. Von 1976 bis 1993 wurden die Sechzger von Puma ausgerüstet. Nach der erneuten Rückkehr in den Profifußball war ab 1993
Lotto für zwei Jahre Ausrüster des TSV 1860. Zwischen 1995 und 2006 spielten die Löwen in Trikots von Nike, danach lieferte zwei Jahre lang Kappa die Spielkleidung. Von 2008 an rüstete Erima den TSV 1860 drei Jahre lang mit Trikots, Trainings- und Freizeitkleidung sowie Sportgeräten und -zubehör aus. Zur Spielzeit 2011/12 wurde uhlsport neuer Ausrüster, der Vertrag lief bis 2015. Ab 2015 wurden die Löwen fünf Jahre lang von Macron ausgerüstet. 2020 ging der TSV 1860 einen Fünfjahresvertrag mit dem Ausrüster 11teamsports ein, der Trikots und Bekleidung von Nike für die Löwen aufbereitet.
Seit 2012 läuft die Fußballmannschaft alljährlich einmal zu einem Heimspiel während der Oktoberfest-Zeit in einem speziellen Dress, dem Wiesn-Trikot, auf. In der Saison 2020/21 wurde aufgrund des Ausfalls des Oktoberfests kein Wiesn-Trikot produziert. Stattdessen gibt es in dieser Spielzeit zwei Sondertrikots: Ein Weihnachtstrikot zu Ehren von Ärzten und Pflegekräften und ein Herztrikot, das als Beigabe für Dauerkartenkäufer, die auf eine Rückerstattungsmöglichkeit verzichteten, geplant ist.

### Hauptsponsor
Im Sommer 1973, als die Trikotwerbung noch umstritten war, gab es bei 1860 München erstmals einen Sponsorenschriftzug auf den Trikots. Der Getränkehersteller Frucade war bis 1979 sechs Spielzeiten lang Hauptsponsor der Münchner Löwen. In den folgenden Jahren wechselte der Hauptsponsor immer wieder nach wenigen Spielzeiten. Doppeldusch, die Bekleidungsfirma Hedos, die Brauerei Löwenbräu, die Möbelfirma Karnehm und Lancia warben jeweils zwei Jahre lang auf den Trikots der Sechzger, die Brauerei Hacker-Pschorr und der Putzmittelhersteller Ha-Ra jeweils ein Jahr. Drei Bayernligaspielzeiten lang war die Vereinigte Versicherung Hauptsponsor der Löwen. Von 1994 bis 1999 war Löwenbräu nochmals Sponsor des nun in der Bundesliga spielenden Vereins. Im Anschluss warb der Reiseveranstalter FTI drei Jahre lang auf den Trikots des TSV 1860, von 2002 bis 2005 war Liqui Moly der Hauptsponsor der Löwen, in der Saison 2005/06 der Uhrenhersteller Festina.

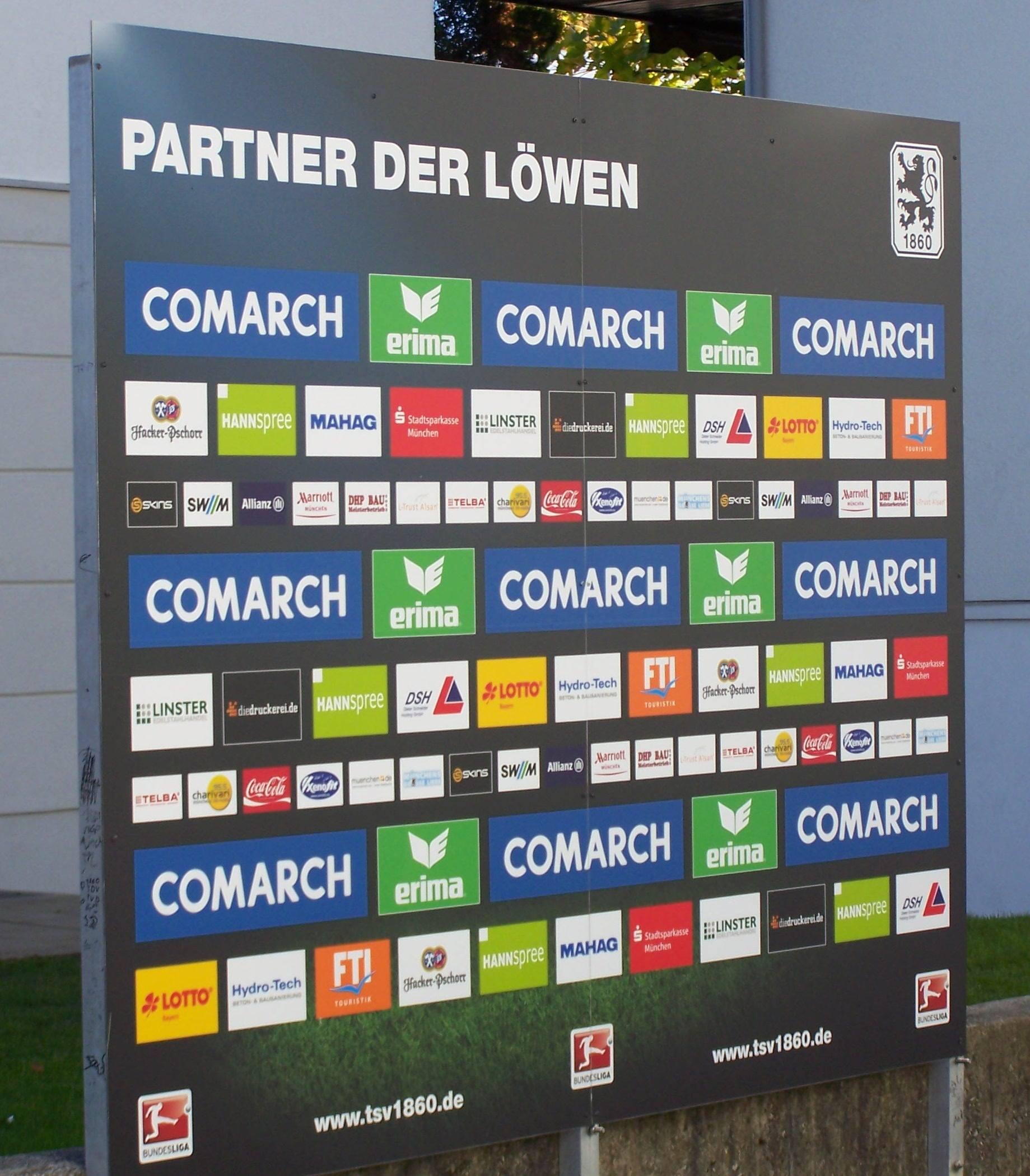
Sponsorentafel am Trainingsgelände im Herbst 2010

Im Mai 2006 schloss der TSV 1860 einen langfristigen Vertrag mit dem Sportwettenanbieter betandwin ab. Aufgrund der umstrittenen Legalität der Werbung für private Wettanbieter gab es dadurch jedoch bald Probleme für den Verein, so beobachtete die Münchner Staatsanwaltschaft mehrere Tage lang die Präsentation und den Verkauf der Trikots am Trainingsgelände. Am 3. August 2006 verbot der VGH Bayern die Werbung, sodass betandwin, das seit 1. August bwin hieß, nicht mehr auf den Trikots und auf Werbebanden werben durfte. Der TSV 1860 lief von da an mit dem Schriftzug „we win“ auf den Trikots auf. Werder Bremen, das auch von bwin gesponsert wurde und ebenso rechtliche Probleme mit der Werbung hatte, übernahm kurz darauf das „we win“. Auch wenn sich die Führung des TSV 1860 in den folgenden Monaten um eine Aufhebung des Werbeverbots bemühte, konnte kein Erfolg erzielt werden. Gegen Ende der Spielzeit wurde das Vertragsverhältnis zwischen bwin und den Löwen schließlich vorzeitig aufgelöst.
Im Sommer 2007 wurde der bisherige „Presenter“, der Personaldienstleister Trenkwalder, Hauptsponsor. Trenkwalder startete die „Löwen-Job-Offensive“, die jedem arbeitssuchenden Anhänger des TSV 1860 eine Arbeitsstelle vermitteln sollte, um den Verein „zu dem Klub in Deutschland mit der geringsten Arbeitslosenquote unter den Fans zu machen.“
Als Trenkwalder im Sommer 2009 sein Sponsorenengagement beim TSV 1860 beendete, wurde erneut Liqui Moly Hauptsponsor. Ein Jahr später übernahm die polnische Softwarefirma Comarch, die zuvor schon seit Dezember 2009 als „Presenter“ zu den Sponsoren des TSV 1860 zählte, die Rolle des Hauptsponsors. Der Sponsorenvertrag galt ursprünglich auf drei Jahre, wurde aber seitens Comarch 2011 vorzeitig beendet.
In die Spielzeit 2011/12 startete die Mannschaft ohne Hauptsponsor, die Spieler liefen in den ersten Spielen mit dem Slogan „Münchens große Liebe“ auf den Trikots auf. Mitte September wurde vor dem achten Spieltag ein Vertrag bis 2014 mit dem britischen Sportwagenhersteller Aston Martin unterzeichnet. Im Sommer 2013 beendete der britische Automobilhersteller das Vertragsverhältnis vorzeitig. Nachfolger wurde die Volkswagen AG, die mit ihrer Nachhaltigkeitsstrategie „Think Blue.“ auf den Trikots wirbt. Der Vertrag mit der VW AG galt für drei Jahre. Im Zuge der Affäre um manipulierte Abgaswerte stellte Volkswagen das Sponsoring ein. Zur Spielzeit 2016/2017 wurde das Versicherungsunternehmen Die Bayerische neuer Trikotsponsor.

### Weitere Sponsoren
Des Weiteren gibt es neben mehreren Sponsorenkontrakten mit geringerem Umfang, die als „Partner“ und „Löwenfreunde“ bezeichnet werden, Verträge mit den „Premiumpartnern“ Hacker-Pschorr, MAN, dem Edelstahlhändler Linster, der Stadtsparkasse München, dem Straßenreinigungsunternehmen AHD Sitzberger GmbH, dem Wettanbieter bet3000, dem Automobilhersteller Nissan, dem Investment- und Immobiliendienstleister Domicil und der Supermarktkette REWE.
Von 2007 bis 2014 hatte die zweite Mannschaft des TSV 1860 einen eigenen Hauptsponsor. Hacker-Pschorr, das bereits seit Sommer 2004, als Löwenbräu seine Sponsorentätigkeit bei 1860 beendete, als Premium-Partner der ersten Mannschaft tätig ist, weitete sein Engagement aus und warb seitdem auf den Trikots der kleinen Löwen. Die Jugendmannschaften des TSV 1860 werden von der Stadtsparkasse München gesponsert. Auf den Trikots der Amateurmannschaften wirbt seit 2012 der Münchner Wochenanzeiger.

## Anhänger

### Mitglieder

Münchens große Liebe

Mit knapp 25.700 Mitgliedern zählt der TSV 1860 München zu den größten Sportvereinen Deutschlands.
1964, im ersten Jahr in der neu gegründeten Bundesliga, hatte der Verein 3944 Mitglieder. Bis 1968 war die Zahl auf 6492 gestiegen, sank aber in den beiden folgenden Jahren wieder auf 4.814. In der sich anschließenden Regionalligazeit hatte der TSV 1860 zwischen 4.000 und 5.000 Mitglieder. Von 1974 bis 1993 blieb die Mitgliederzahl relativ konstant zwischen 5.500 und 7.000, auch die zehn Jahre in der drittklassigen Bayernliga wirkten sich dabei nicht negativ auf die Zahlen aus. Mit dem erneuten Aufstieg in die 2. Bundesliga 1993 begann auch die Mitgliederzahl wieder anzusteigen. 2001 wurde schließlich der bis dahin höchste Stand von 23.602 Mitgliedern erreicht. Seitdem ging die Mitgliederzahl allmählich zurück. Im Sommer 2007 fiel die Mitgliederzahl erstmals seit zehn Jahren unter 20.000. 2009 haben die Münchner Löwen laut Präsident Beeck „eine Trendwende geschafft“, im Januar hatte der TSV 1860 wieder 20.079 Mitglieder, am 1. Mai 2009 waren es 20.762. Im Sommer 2009 hatte der Verein 19.490 Mitglieder. Die Differenz zum Mai ist dadurch zu erklären, dass alle Vereinsaustritte eines Jahres jeweils zum 30. Juni gültig werden. Seitdem blieben die Zahlen jedes Jahr zum Saisonbeginn zwischen 19.000 und 20.000 Mitgliedern. Nach dem Doppelabstieg im Sommer 2017 stieg die Mitgliederzahl wieder an. Nach 20.108 Mitgliedern am 1. Juli 2017 gehörten ein Jahr später 22.270 Mitglieder dem Verein an. Am 20. September 2020 hatte der TSV 1860 22.788 Mitglieder. Ende August 2022 wurde mit 24.000 ein neuer Mitgliederrekord erreicht. Ende Juni 2023 wurden 26.000 Mitglieder erreicht.
Der Großteil der Mitglieder kommt aus der Fußball-Abteilung des TSV 1860 München, der im Mai 2010 18.037 Mitglieder angehörten.

### Zuschauer
Schon in der Oberliga hatten die Löwen jedes Jahr einen Zuschauerschnitt von rund 15.000. In der Bundesligaspielzeit 1963/64 wollten durchschnittlich 31.949 Zuschauer die Spiele des TSV 1860 sehen. Von da an sanken die Zahlen kontinuierlich, lediglich in der Meistersaison 1965/66 wurde mit 29.316 nochmal ein hoher Schnitt erreicht. In der ersten Regionalligaspielzeit 1970/71 kamen nur mehr 9.022 Zuschauer ins Stadion, danach stiegen die Zahlen wieder an. In der letzten Regionalligasaison 1973/74 wollten durchschnittlich 28.070 die Sechzger spielen sehen. In den beiden Bundesligaspielzeiten 1977/78 mit 28.094 und 1979/80 mit 28.067 wurden abermals hohe Zahlen erreicht. In der Bayernliga, der die Löwen zwischen 1982 und 1991 angehörten, war die Zuschauerzahl für Amateur-Oberligaverhältnisse sehr hoch. 1984/85 wurde ein Tiefststand von im Schnitt 3.410 Zuschauern vermeldet, 1990/91 kamen durchschnittlich 10.400 zu den Drittligaspielen des TSV 1860. In den anderen Bayernligaspielzeiten bewegten sich die Zuschauerzahlen zwischen 6.000 und 8.500.
Nach der Rückkehr in den Profifußball 1993 stiegen die Zahlen schnell wieder an. 1993/94 kamen in der 2. Bundesliga 17.647 im Schnitt Zuschauer zu den Spielen der Münchner Löwen, ein Jahr später waren es in der Bundesliga 30.576. 1996/97 wurde mit 38.794 ein neuer Höchststand erreicht, danach fielen die Zahlen wieder. Nur in der Saison 2000/01, der sportlich erfolgreichsten der letzten Jahrzehnte, konnte mit 32.706 Zuschauern ein leichter Anstieg im Vergleich zum Vorjahr vermeldet werden. Auch in der Abstiegssaison 2003/04 kamen wieder mehr Zuschauer ins Stadion als zuvor, hier wurde ein Schnitt von 28.331 erreicht. In der ersten Zweitligasaison kamen durchschnittlich 20.117 zu den Heimspielen des TSV 1860, ein Jahr später spielten die Sechzger ihre erste Saison in der Allianz-Arena. Hier konnte ein neuer Höchststand vermeldet werden, im Schnitt sahen 41.371 Zuschauer die Spiele. In den folgenden Spielzeiten fielen die Zuschauerzahlen wieder kontinuierlich, 2010/11 wollten erstmals seit 1993/94 weniger als 20.000 die Löwen sehen. In den beiden folgenden Spielzeiten stabilisierten sich die Zuschauerzahlen bei knapp 23.000. 2013/14 gab es einen erneuten Abfall auf 19.312, die geringste Zuschauerzahl seit 20 Jahren. In den Spielzeiten bis 2017 gelang jedes Jahr eine Steigerung bis 2016/17 im Schnitt schließlich 25.900 Zuschauer zu den Heimspielen kamen. Allerdings spielten dabei auch mehrere Freikarten-Aktionen von Sponsoren und Verband eine Rolle.
Nach dem Doppelabstieg 2017 sank der Zuschauerschnitt durch den Wechsel ins Grünwalder Stadion. Von 12.500 möglichen Plätzen wurde ein Schnitt von 12.465 erreicht, womit die Sechziger die höchste Stadionauslastung in allen Regionalligen vorweisen konnten. Im Sommer 2018 wurde das Grünwalder Stadion auf eine Kapazität von 15.000 Plätzen erweitert.
Nach dem Aufstieg in die 3. Liga und der damit verbundenen Rückkehr in den Profifußball 2018 konnte der Zuschauerschnitt auf 14.952 gesteigert werden. Wie bereits in der Vorsaison hatten die Löwen damit ligaweit die höchste Stadionauslastung.

### Fans

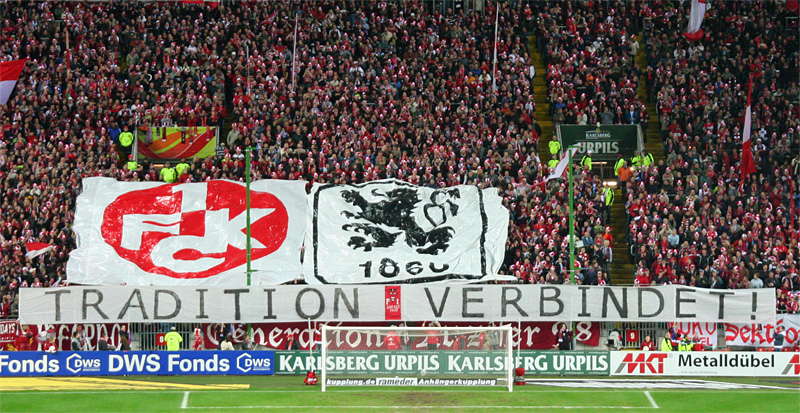
Choreographie der befreundeten Fans des 1. FC Kaiserslautern

Der TSV 1860 hat zwei hauptamtliche Fanbetreuer, die sich um die Belange der Fans kümmern. Seit Oktober 2008 besteht der Fanrat, dem Vertreter der größten Fangruppen angehören. In beratender Funktion gehören auch die beiden Fanbeauftragten und das Fanprojekt München zum Fanrat. Der Verein hat folgende größere Fangruppierungen:
- Die Arbeitsgemeinschaft der Fanclubs des TSV 1860, kurz ARGE, ist die Dachorganisation zahlreicher Fanclubs des TSV 1860. 1977 wurde die ARGE gegründet, 2020 sind rund 500 Fanclubs Mitglied der ARGE, deren Mitglieder summieren sich nach eigener Angabe auf rund 53.000 Anhänger.[121] Ende August 2022 wurde von Seiten der ARGE-Mitglieder die Auflösung der Fanclub-Dachorganisation bestimmt. Damit ist das Ende der Institution eingeläutet worden, die Liquidation wird nach geltendem Recht ein Jahr dauern.[122]
- PRO1860 wurde im Februar 2006 ins Leben gerufen. Die Motivation der Gründer war, dass es auch für die nicht in Fanclubs organisierten Fans eine repräsentative Gruppe geben sollte, so wie es die Arge für die Fans in den Fanclubs ist. Heute sieht sich PRO1860 als Vertreter des einzelnen Fans, dabei ist es egal, ob er bereits einer anderen Gruppe im Umfeld des TSV 1860 angehört, oder ob er für sich alleine steht.[123]
- Die Cosa Nostra war eine Ultra-Gruppierung, die von 2001 bis Juni 2016 bestand.[124]
- Die Giasinga Buam bestanden von 2008 bis Juli 2016. Sie waren seit der verminderten Aktivität der Cosa Nostra nach dem Investoreneinstieg die führende Ultra-Gruppe in der Fankurve.[125]
- Die Löwenfans gegen Rechts bestehen seit 1995, sie setzen sich gegen Rassismus, Antisemitismus, Diskriminierung, Sexismus und Homophobie im Umfeld des Fußballs ein.[10] 2009 wurden sie für ihr Engagement vom DFB mit dem Julius-Hirsch-Preis ausgezeichnet.[126]
- Die Münchner Löwen bestehen seit Mitte der Saison 2016/17 als Ultra-Gruppe nach den Auflösungen der Cosa Nostra und der Giasinga Buam. Sie standen anfangs nur bei Auswärtsspielen in der Fankurve.[127]

### Fan-Rivalitäten
Die Rivalität zum FC Bayern München, das sogenannte Münchner Stadtderby, zählt traditionell zu den bedeutendsten Derbys des deutschen Fußballs. Das Derby wurde bisher 164 Mal als Pflichtspiel ausgetragen, die Bayern konnten davon 86 Spiele für sich entscheiden, 38 Spiele gewann der TSV 1860 und 40 Mal trennten sich die Münchner Mannschaften mit einem Unentschieden. Da die beiden Teams seit der Saison 2004/05 aber nicht mehr in einer gemeinsamen Liga spielten, verflachte die sportliche Brisanz seither, die gegenseitige Ablehnung wird jedoch durch Choreographien, Sticker und über Social Media weiter befeuert. Bei den Derbys der beiden Amateurmannschaften, vor allem Anfang der 2010er Jahre, erreichten die Zuschauerzahlen stets fünfstellige Nummern.
| Münchner Derbys | Spiele | Siege FC Bayern | Unentschieden | Siege TSV 1860 |
| Pflichtspiele   | 164    | 86              | 40            | 38             |
| Testspiele      | 40     | 18              | 11            | 11             |
| Gesamtbilanz    | 204    | 104             | 51            | 49             |

Bereits seit den 1930er Jahren besteht eine Rivalität zum FC Augsburg. Aufgrund historischer, kultureller und politischer Spannungen zwischen Schwaben und Bajuwaren wurde diese entsprechend verschärft. Das letzte Ligaspiel zwischen 1860 und dem FCA fand in der Augsburger Aufstiegssaison 2010/11 statt, seitdem kam es zu keinem Duell der beiden ersten Mannschaften mehr.
Des Weiteren bestehen Antipathien zur SpVgg Unterhaching (das sogenannte S-Bahn-Derby), dem FC Ingolstadt und dem SV Waldhof Mannheim.

### Fanfreundschaften
Mit den roten Teufeln vom 1. FC Kaiserslautern besteht eine der ältesten Fanfreundschaften im deutschen Fußball. Freundschaftliche Kontakte unterhalten die jeweiligen Fanszenen des TSV 1860 München und des 1. FC Nürnberg.
Außerdem bestehen Sympathien zu Borussia Dortmund, in erster Linie wegen der gemeinsamen Rivalität mit dem FC Bayern München.

### Neonazistische Fans
Der TSV 1860 war bis in die 2000er Jahre einer Aufarbeitung der eigenen Rolle im Dritten Reich aus dem Weg gegangen. Fehlende Distanzierungen führten dazu, dass sich auch Neonazis im Verein und im Stadion heimisch fühlten. Mancher bayerische NPD-Kader sei Stammgast bei den Löwen gewesen. Stadtbekannte Neonazis aus dem Umkreis des verurteilten Rechtsterroristen Martin Wiese seien ebenfalls gesichtet worden. Der Verein setzte den Umtrieben von NPD-Kadern und rechten Kameradschaften jedoch wenig entgegen.
Anfang der 2010er Jahre standen regelmäßig 30 bis 50 Personen, die laut Fanprojekt München ganz klar dem rechten Spektrum zuzuordnen waren, im Block 132 der Allianz Arena, dazu Sympathisanten in schwankender Anzahl. Die Löwenfans gegen Rechts gingen 2011 von bis zu 100 Nazis im Block 132 aus. Die Nazis würden sich immer öfter „als Hausherren aufspielen“, die NPD versuche, mehr Einfluss zu gewinnen. Der ehemalige Neonazi und Gründer der Aussteigerhilfe Bayern Felix Benneckenstein, der selber im Block 132 gestanden war, gab 2014 an, dass der Großteil der normalen Fans zwar keine Sympathien für die politischen Ideen der rechten Fans hatte, sie hätten aber auch nicht gegen die Rechten vorgehen wollen, so lange sie im Block nicht offen agitierten. 2012 traten die rechtsextremen Fans organisiert als Gruppe Outsiders mit eigener Zaunfahne auf, dieser offene Zusammenschluss blieb aber nicht lange erhalten.
Im Umfeld von Spielen waren immer wieder rechtsextreme Lieder und Parolen wie „Ajax ist ein Judenclub“, „Augsburger Zigeuner“, „Stern im Ausweis“ oder die „U-Bahn bis nach Auschwitz“ zu hören. Die Neonazis versuchten auch Nachwuchs bei den Löwen zu rekrutieren. So verteilten sie mehrfach einschlägige Flugblätter. Der Stern berichtete 2010, dass auch Mitglieder der Neonazi-Band Feldherren und der Skinhead-Schlägergruppe Kraken regelmäßig die Heimspiele besuchten.
Nach einer Prügelei bei einem Heimspiel im April 2011, als sich Ultras den Neonazis entgegengestellt hatten, kündigte der Verein als Reaktion an, verstärkt gegen neonazistische Fans vorzugehen. Passiert sei aber wenig. Antirassistische Fan-Initiativen wie die Löwenfans gegen Rechts fühlten sich von der Clubführung im Stich gelassen. Löwen-Vizepräsident Franz Maget wies den Vorwurf zurück und äußerte, man habe in der Satzung verankert, dass Rassismus zum Vereinsausschluss führe. Während Maget angab, dass in den anderen bayerischen Stadien genau so viele Nazis wie bei 1860 aktiv wären, stellten die Fanbeauftragten der süddeutschen Erst- und Zweitligaclubs klar, dass es bei den anderen Vereinen keine derart gefestigte rechte Szene gebe. Tatsächlich verweigerte der Verein beispielsweise einem bekannten Rechtsradikalen die Mitgliedschaft, und distanzierte sich auch mehrmals öffentlich deutlich vom Rechtsextremismus, eine klare Linie des Handelns gab es in diesen Jahren, in denen sich die Zusammensetzung der Vereinsführung stetig veränderte, aber nicht. Die rechten Fans versuchten auch, bei den Spielen der zweiten Mannschaft im Sechzgerstadion aufzutreten, stießen dort aber auf Widerstand der Fanszene.
Nachdem sich im Sommer 2016 die beiden Ultragruppen des TSV 1860 aufgelöst hatten, bestand die Befürchtung, die rechte Szene könnte nun die Führung in der Fankurve übernehmen, was aber nicht geschah.
Im September 2016 berichtete die Mittelbayerische Zeitung über den oberpfälzischen Fanclub „Löwenfreunde Lamer Winkel“ und Verbindungen dessen Mitglieder zur aus der verbotenen Kameradschaft Freies Netz Süd hervorgegangenen rechtsextremistischen Kleinpartei Der III. Weg. Eine Reaktion des Vereins, der Profifußballfirma oder der für die Fanclubs zuständigen Arge blieb zunächst aus. Der Spiegel griff im Frühjahr 2017 das Thema auf und thematisierte neben den rechtsextremen Verbindungen der Fanclubangehörigen auch das Ausbleiben einer Distanzierung oder weiterer Maßnahmen des Vereins. Die für Fanclubs zuständige Fanbeauftragte Jutta Schnell habe die rechtsextremen Verbindungen verharmlost. Ein Sprecher der Löwenfans gegen Rechts nannte dieses Verhalten „typisch“: Man ducke sich bevorzugt weg. Nach dieser bundesweiten Berichterstattung wurde der Fanclub aus dem Verein ausgeschlossen und löste sich im Anschluss auf.
Auch nach dem Abstieg und der Rückkehr ins Sechzgerstadion sind weiter neonazistische Fans in der Kurve anwesend, die ihre Gesinnung teils auch offen zur Schau stellen. Michael Scharold, Geschäftsführer der KGaA, distanzierte sich im Namen des Vereins „von Stadionbesuchern, die den TSV 1860 München dazu nutzen, um rechtes Gedankengut zu verbreiten“, sah sich aber außer Stande, gegen diese Personen vorzugehen, solange kein Verstoß gegen die Stadionordnung vorliege. Im Februar 2020 unterzeichnete Präsident Reisinger zusammen mit Fanvertretern, Stadträtin Verena Dietl, Sportreferentin Beatrix Zurek sowie Vertretern von Türkgücü und FC Bayern, den beiden anderen Vereinen im Stadion, eine Antidiskriminierungsvereinbarung, die besonders im Stadion und in dessen Umfeld umgesetzt werden soll.
Beim Heimspiel gegen den FSV Zwickau am 31. Januar 2021 bezog der TSV 1860 klar gegen Antisemitismus Stellung. Eine entsprechende Fahne der Löwen-Fans gegen Rechts wurde an prominenter Stelle an der Mittellinie platziert und war sehr oft gut im TV zu sehen.

## Weitere Abteilungen

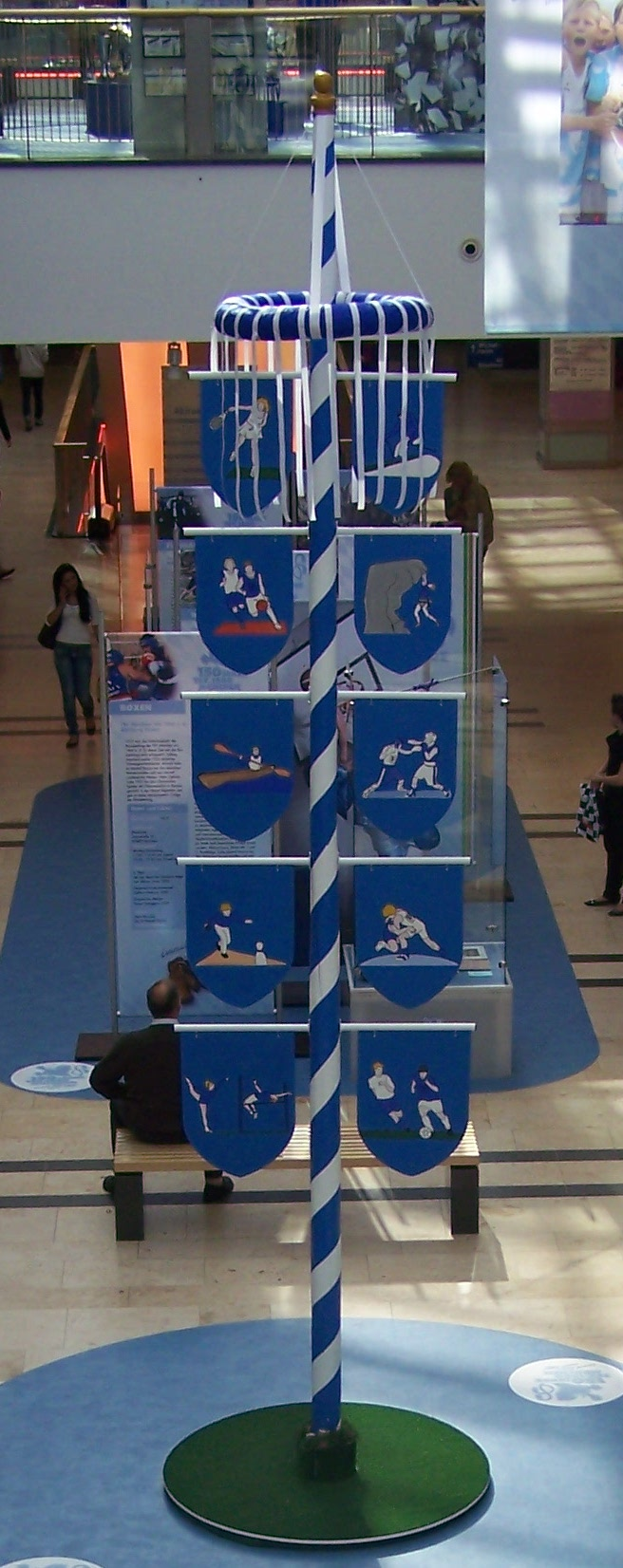
Abteilungsmaibaum auf der Jubiläumsausstellung in den Riem Arcaden

Im Jahr 2018 bestehen neben der Fußballabteilung folgende Abteilungen: Basketball, Behindertensport, Bergsteigen, Boxen, Golf, Kegeln, Leichtathletik/Fitness, Ringen, Rollsport, Ski- und Radsport, Tennis, Turn- und Freizeitsport sowie Wassersport. Dazu gab es in der Geschichte des Vereins noch weitere Abteilungen, die später aufgelöst wurden oder sich einer anderen Abteilung anschlossen.
Vor allem in den Anfangsjahren gab es neben der „körperlichen Ausbildung“ weitere Aktivitäten. Bereits ein Jahr nach der Wiedergründung des Vereins wurde im Jahr 1861 ein Sängerkreis ins Leben gerufen, der dazu beitrug, „das gesellige Leben im Verein zu verschönern und […] die Pflege des Gemütes, der Seele wahrzunehmen.“ 1890 wurde eine Tambourriege ins Leben gerufen, Anfang des 20. Jahrhunderts eine Hausmusikriege. Auch die Artistenriege sorgte Anfang des 20. Jahrhunderts für Ansehen im gesellschaftlichen Leben. In den 1920ern und 1930ern bestand auch eine Motorsportabteilung. Bis in die 1990er gab es eine Tanzsportabteilung, 1971 holten hier Peter und Hanni Neubeck den Amateurwelt- und Amateureuropameistertitel im Bereich der Lateinamerikanischen Tänze. Von 1969 bis 1978 konnten sich die Tänzer des TSV 1860 bei den deutschen Meisterschaften regelmäßig auf den vorderen Rängen platzieren.

### Turn- und Freizeitsport
Mehrere Jahrzehnte lang bildeten die Turner das Zentrum des Vereins. Erst im 20. Jahrhundert rückten die anderen Sportler in den Vordergrund. Seit den 1860ern nehmen die Turner regelmäßig an den Deutschen Turnfesten teil. 1889 waren sie Mitausrichter des VII. Deutschen Turnfests in München. 1896 erregte der Verein breites Aufsehen, als ein Turner auf der Zugspitze den höchsten Handstand Deutschlands ausführte.
Bei den Turnfesten konnten die Turner zahlreiche Erfolge feiern. Unter anderem errangen sie 1903 beim 10. Deutschen Turnfest in Nürnberg neun Meistertitel. Der größte Erfolg für die Abteilung war Innozenz Stangls Goldmedaille im Mannschaftsturnen mit der deutschen Mannschaft bei den Olympischen Spielen 1936. Am 9. Mai 1937 gewann der TSV 1860 München in Münster die Deutsche Meisterschaft im Vereinsmannschaftsturnen vor dem Turnverein Leuna und dem Turnverein Bad Kreuznach. Dieser Erfolg konnte 1938 wiederholt werden. Neben Stangl waren Gustav Schmelcher, Franz Kindermann und Martin Geistbeck erfolgreiche Turner, die zu den Meisterschaftserfolgen beitrugen. Sowohl Geistbeck als auch Schmelcher gehörten zur Olympiakernmannschaft. Auch bei den sogenannten „Turnspielen“ war der Verein erfolgreich. So wurde von 1923 bis 1929 siebenmal in Folge die deutsche Schlagballmeisterschaft der Männer gewonnen.
Insgesamt konnten die Turner des TSV 1860 in der Vergangenheit auf nationaler Ebene mehrere Dutzend Mannschafts- und Einzeltitel erringen. So wurden die Herren mit dem damaligen Spitzensportler Walter Pensberger am 1. September 1957 bereits zum 15. Mal Mannschaftsmeister bei der deutschen Turnvereinsmeisterschaft. Zu Beginn der 1960er Jahre gehörten in die Riege der erfolgreichsten Turner des Vereins Georg Brysten (Kunstturnen) und Evi Winzinger (Gerätturnen). Weitere Spitzensportler waren Helga Klein, Elke Magerkurth, Gertraude Schubert sowie Ursula Preuße. Der damalige Erfolgstrainer der Turnerinnen war Rupert Zürcher.
1972 gründeten ehemalige Fußballer der Löwen die Abteilung Freizeit. Neben dem Freizeitfußball gab es einige Jahre später auch Angebote im für Fitness und Kondition. 2005 schlossen sich die beiden bis dahin eigenständigen Abteilungen Turnen und Freizeit zu einer Abteilung Turn- und Freizeitsport zusammen. Der Freizeitbereich wird heute durch Angebote wie Eltern-Kind-Turnen, Gymnastik und Selbstverteidigung abgedeckt, während in der Sparte der rhythmischen Sportgymnastik Leistungs- und Wettkampfsport betrieben wird. In dieser Sportart sorgte in jüngerer Vergangenheit Bernadine Madl für Erfolge, sie holte seit 2004 mehrere bayerische Meistertitel und einstellige Platzierungen bei den deutschen Meisterschaften.

### Kegelabteilung
Heute existiert neben der Abteilung Turn- und Freizeitsport eine Kegelabteilung, die 1950 gegründet wurde.

### Leicht- und Schwerathletik
Die Leichtathletikriege besteht seit 1908, sie ist eine der erfolgreichsten Abteilungen des Vereins. Eine herausragende Athletin war Marie Babette Kießling, sie gewann 1920 bei den ersten deutschen Meisterschaften für Frauen alle vier Wettbewerbe: 100-Meter-Lauf, Weitsprung, Kugelstoßen und die 4-mal-100-Meter-Staffel zusammen mit Zenta Bauer, Emma Heiss und Maria Rädler. Rosa Kellner holte 1928 Olympiabronze in der 4-mal-100-Meter-Staffel. Zwei Jahre später holte sie zusammen mit Lisa Gelius, Luise Holzer und Agathe Karrer den Weltrekord in dieser Disziplin. Hermann Eberlein erlief 1939 den deutschen Meistertitel über 5000 Meter und 1949 holte Gerd Hilbrecht den Titel im Diskuswurf nach München.
In den 1950ern gehörten die Leichtathleten der Münchner Löwen zur deutschen Spitze. 1954 und 1956 wurde Karl Oweger deutscher Meister im Diskuswurf und Zenta Kopp lief 1956 mit 10,6 Sekunden zum Weltrekord im 80-Meter-Hürdenlauf. Almut Brömmel wurde 1955, 1956 und 1957 dreimal deutscher Meister im Speerwurf. 1957 und 1958 erlief Walter Konrad den deutschen Meistertitel über 10.000 Meter. Von 1947 bis 1959 holte der TSV 1860 dreizehnmal in Folge den Titel des deutschen Mannschaftsmeisters. Die Frauen erreichten 1958 zum ersten Mal diesen Titel, den sie 1959, 1960 und 1964 bestätigen konnten. 1961 wurde Dieter Urbach deutscher Meister im Kugelstoßen.
Josef Schwarz sprang 1970 8,35 Meter weit, was einen neuen Europarekord und eine Weltjahresbestleistung darstellte. Auch der spätere Olympiasieger Klaus Wolfermann und Eva Wilms gehörten der Leichtathletikabteilung des TSV 1860 an.

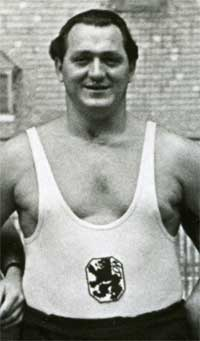
Der Gewichtheber Heinz Schattner

1992 ging die Abteilung eine Startgemeinschaft mit der Leichtathletikabteilung des TV Fürth 1860 ein, das LAC Quelle. 1996 bis 1999 gewann sie viermal in Folge den deutschen Mannschaftsmeistertitel der Männer, von 1993 bis 1999 siebenmal den der Frauen. In jüngerer Vergangenheit sorgten Karin Ertl und Christian Blum für Erfolge, auch Verena Sailer gehörte bis Ende 2008 zum TSV 1860. Die Startgemeinschaft wurde Ende 2009 nach der Insolvenz der namensgebenden Quelle GmbH beendet, womit sich der TSV 1860 auch aus dem Spitzensport zurückzieht und sich in Zukunft nur noch im Schülersport engagiert.
Seit 1976 richten die Leichtathleten des TSV 1860 jährlich das Werner-von-Linde-Sportfest in der Werner-von-Linde-Halle im Olympiapark aus. Neben den aktiven Athleten gehören heute auch die Fitness-Löwen, eine reine Fitness- und Gesundheitssportabteilung, zur Leichtathletikabteilung.
Auch die Gewichtheber, die von 1912 bis in die 1990er in einer eigenen Kraftsportabteilung organisiert waren, erreichten mehrere Titel. 1926 wurden sie erstmals deutscher Mannschaftsmeister. Josef Straßberger gewann 1928 die olympische Goldmedaille im Schwergewicht, 1932 die Bronzemedaille. Hans Wölpert holte 1928 die Bronzemedaille und 1932 die Silbermedaille im Federgewicht. Heinz Schattner und Josef Schuster wurden in den 1930ern deutscher Meister. Insgesamt 54 Mal gewannen Gewichtheber des TSV 1860 einen deutschen Meistertitel.
Die Ringerabteilung besteht seit 1913.

### Ski- und Radsport mit Golf

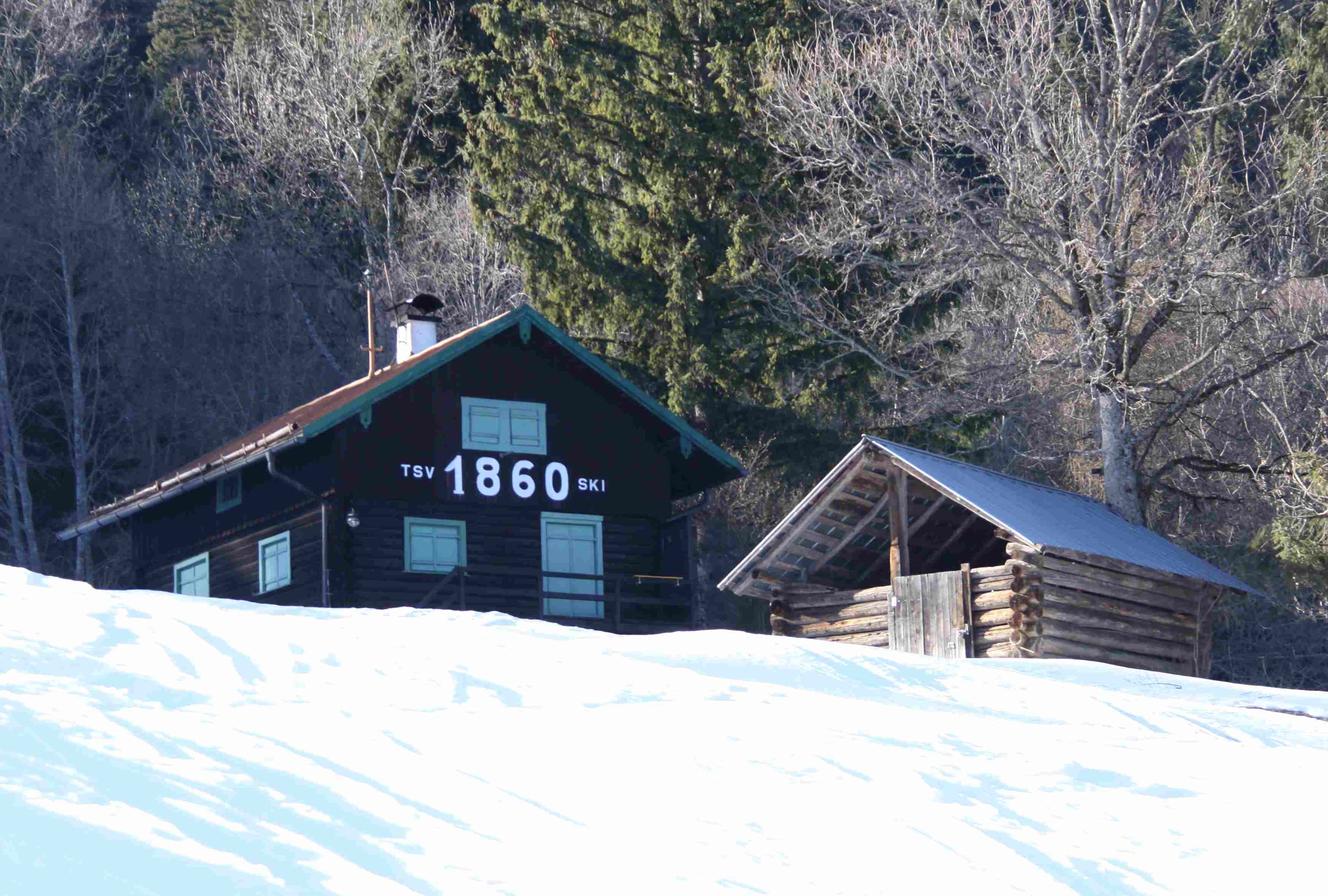
Skihütte des TSV 1860 in der Nähe der Partnachalm

1907 gründete Andreas Sattler die Skiriege. Die größten Erfolge für die Abteilung konnte Marina Kiehl einfahren, die zwischen 1984 und 1987 fünf deutsche Meistertitel und sieben Weltcupsiege errang und 1988 bei den Olympischen Spielen die Goldmedaille in der Abfahrt holte. Schon in den 1940ern wurde Günther Meergans dreimal deutscher Meister in der Nordischen Kombination. Während es früher auch eine Skibob-Abteilung gegeben hatte, wird heute nur noch der alpine Skisport betrieben.
1930 wurde die 60er-Hütte in der Nähe der Partnachalm eingeweiht und auf den Namen Andreas Sattlers, eines der Gründungsmitglieder der Abteilung, getauft. Auch heute noch wird diese Hütte durch die Skiabteilung, aber auch weitere Sparten, erhalten und regelmäßig genutzt.
Der TSV 1860 München ist mit 50 % am Fröttmaninger Skiarena e. V. beteiligt, der ab dem Winter 2012/13 einen regelmäßigen Skibetrieb am Fröttmaninger Berg durchführen will.
1998 wurde das Ressort Mountainbike ins Leben gerufen. Zwei Jahre später wurde es in Radsport umbenannt, nachdem zu den Bereichen Cross Country und Marathon auch Straßenrennen gekommen waren. 2001 wurde das Ressort mit den Bereichen Triathlon und Inlineskaten erweitert.
Auch das Ressort Golf gehört als Unterabteilung zur Abteilung Ski.

### Weitere Ballsportarten
In der 1899 gegründeten Spielriege wurden anfangs Ballspiele wie Faustball, Tamburello oder Schleuderball gespielt, Fußball kam dabei erst nach einiger Zeit dazu. Später wurden Abteilungen für Basketball, Faustball, Handball, Hockey (1925 auch mit einer Eishockeymannschaft) und Volleyball gegründet. 1923 errang die Schlagballmannschaft ihren ersten deutschen Meistertitel, es folgten noch sechs weitere bis 1929. 1937 wurden die Handballfrauen bayerischer Meister.

#### Volleyball
Die Volleyballmänner konnten in ihrer Geschichte mehrere Titel erringen. Sie gehörten in den 1970ern in der Volleyball-Bundesliga zu den Spitzenmannschaften. 1973, 1975, 1978 und 1980 wurden sie Deutscher Meister, 1973, 1975, 1978, 1979 und 1980 holten sie den DVV-Pokal. Von 1977 bis 1980 war Stelian Moculescu Spielertrainer der erfolgreichen Mannschaft. 1989 verließen die Volleyballspieler den TSV 1860 und schlossen sich dem TSV Milbertshofen an. Seitdem wurde im Verein weiter Volleyball gespielt, allerdings auf Freizeitniveau und nicht mehr im Ligabetrieb.
Im August 2021 verkündete der TSV Unterhaching eine neue Kooperation mit dem TSV 1860 München, weshalb die Männermannschaft in der Saison 2021/22 unter dem Namen TSV Haching München in der Bundesliga antritt.

#### Basketball
1965 wurde die Basketballabteilung aus Spielern des Polizei SV und Post SV gegründet. Ein Jahr später gehörten die Basketballer der Löwen zu den Gründungsmitgliedern der Basketball-Bundesliga, der sie mit Unterbrechungen insgesamt fünf Spielzeiten lang angehörten. Am erfolgreichsten schnitten sie dabei in der ersten Spielzeit 1966/67 ab, in der sie den vierten Platz belegten. 1975 gingen sie eine Spielgemeinschaft mit dem USC München ein, der sie bis zum Abstieg 1977 angehörten. Aus dieser Spielgemeinschaft ging der eigenständige Verein München Basket hervor, der heute unter dem Namen Telemotive München im Ligabetrieb antritt. Der TSV 1860 München hat seit 1977 wieder eine eigene Basketballmannschaft, die in den unteren Amateurligen spielt.

#### Rugby
Die Rugby-Abteilung des TSV 1860 München wurde im Sommer 2025 gegründet und ist die jüngste Sparte des Vereins. Die Initiative dazu ging von Timo Seidel aus, der während eines Auslandsaufenthalts in Wales die Idee entwickelte, Rugby in den Verein zu integrieren. Seidel, selbst begeisterter Rugbyspieler, kehrte nach München zurück und gründete die Abteilung, die zunächst unter dem Dach der Fußballabteilung läuft. Bereits im Mai 2025 wurde ein Aufnahmeantrag beim Bayerischen Rugby-Verband gestellt und angenommen. Das erste Training fand am 11. August 2025 statt, zwei Teams sollen als Spielgemeinschaft an den Start gehen und mit anderen Rugbyvereinen der Stadt kooperieren.

#### Rollsport
Anfang 2009 wurde eine Rollsport/Rollhockeyabteilung gegründet. Zunächst bestand sie als Unterabteilung der Skiabteilung, seit 2012 besteht sie als eigenständige Abteilung im TSV 1860. Neben der Rollhockeymannschaft gibt es auch eine Roller-Derby-Mannschaft mit dem Namen Munich Rolling Rebels.

### Boxen
Nach ihrer Gründung im Jahr 1919 war die Boxabteilung recht erfolgreich, so wurde unter anderem Ludwig Haymann 1924 deutscher Schwergewichtsmeister, danach holte er bei den deutschen Meisterschaften noch dreimal Bronze und war viermal süddeutscher Meister. Hans Ziglarski holte 1932 bei den Olympischen Spielen die Silbermedaille im Bantamgewicht.
Nachdem die Boxabteilung lange Zeit in der Versenkung verschwunden war, übernahm 1997 der ehemalige Boxprofi Ali Çukur deren Leitung. Seitdem hat sich der TSV 1860 zu einer der bedeutendsten Amateurmannschaften Bayerns entwickelt. Çukurs Bruder Levent boxte für den TSV 1860, bevor er Profi wurde. Mit Alfonso Fusco gehört heute ein vierfacher süddeutscher Meister und dreimaliger Dritter bei den deutschen Meisterschaften zur Mannschaft, die unter anderem vom fünffachen armenischen Meister und russischen Nationalboxer Sergej Hokobyan trainiert wird.
Die Boxabteilung liegt an der Auenstraße 19.

### Wassersport
1903 wurde eine Schwimmriege gegründet, 1922 die Faltbootabteilung. Im Lauf der Zeit entstand daraus die heutige Wassersportabteilung. 1925 konnte die Abteilung ihren ersten deutschen Meistertitel feiern, als die beiden Sportler Lampl und Schweiger im Faltboot-Zweier gewannen. Auch in späterer Zeit waren Kanuten des TSV 1860 erfolgreich, so wurde unter anderem bei den deutschen Meisterschaften 1970 ein erster Platz eingefahren und bei der Weltmeisterschaft 1975 in Skopje ein dritter Platz erreicht.
In den 1990ern wandte sich die Abteilung verstärkt dem Breitensport zu. Sie ist heute in den Sparten Kanu, Kajak, Surfen und Segeln aktiv. Das Bootshaus an der Floßlände in Thalkirchen dient auch den anderen Abteilungen für diverse Veranstaltungen.

### Tennis
Die Tennisabteilung besteht seit 1973. Hinter dem Trainingsgelände der Fußballer entstanden im Gründungsjahr ein Clubhaus und sieben Spielplätze. Heute ist der Tennisclub Grün-Gold im TSV 1860 München wie die Profifußballabteilung aus dem Gesamtverein ausgegliedert.

### Bergsteigen
Schon im 19. Jahrhundert gab es im Verein Männer mit Begeisterung für den Bergsport. Am 19. Februar 1872 gründeten acht Turner das Turner-Alpen-Kränzchen, das noch heute als Sektion des Deutschen Alpenvereins aktiv ist.
Im Mai 1901 wurde die vereinseigene Bergsteigerabteilung von zwölf bergbegeisterten Turnern gegründet. 1910 erwarb die Abteilung eine Jagdhütte in der Nähe der blauen Gumpe im Reintal. An dieser Stelle wurde 1922 und 1923 eine neue Hütte errichtet, die bis heute besteht.

### E-Sport
Während der Verein bereits seit Anfang 2019 unter der Marke PENTA 1860 auf professioneller Ebene mit der deutschen E-Sport Organisation PENTA kooperiert, gründete man zusätzlich im Juni 2019 eine Breitensport-Abteilung für den E-Sport. Den Summer Split 2021 der Pro Division der Prime League schloss das Team auf Platz 1 ab und qualifizierte sich so für die EU Masters.

## Siehe auch

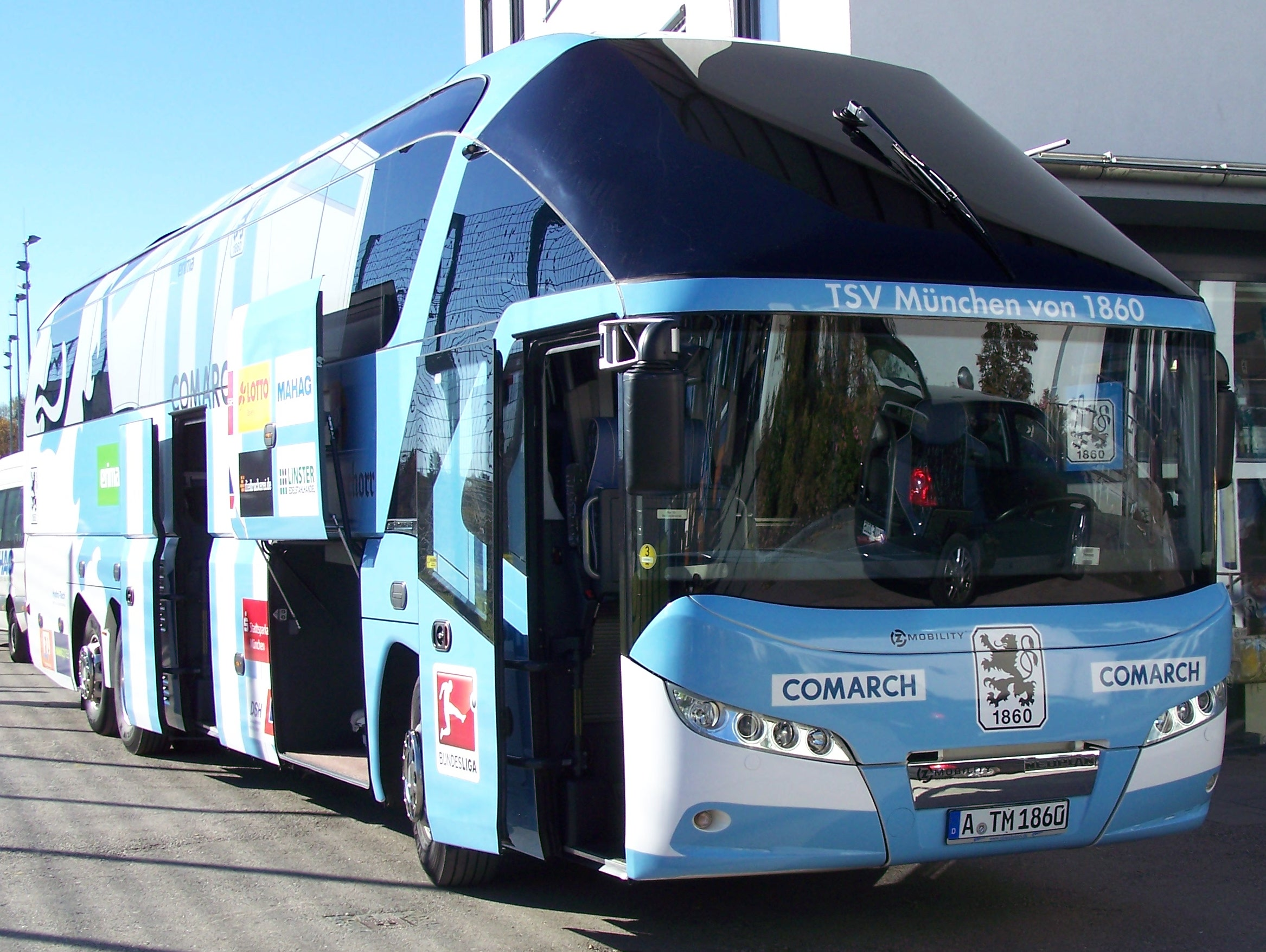
Mannschaftsbus in der Saison 2010/11

## Dokumentarfilme
- Lionhearted, 2021, Regie: Antje Drinnenberg[161]
- 57, 58, 59, SECHZIG!, Sky 2014/15, Regie: Jürgen Müller (Fernsehjournalist)[162]